# Список эпизодов телесериала «C.S.I.: Место преступления Майами»
Список эпизодов американского телесериала «C.S.I.: Место преступления Майами», выпускаемого в партнёрстве канадской медиакомпанией «Alliance Atlantis» и «CBS Television Studios». «C.S.I.: Место преступления Майами» является спин-оффом телесериала «C.S.I.: Место преступления». Пилотным эпизодом к сериалу стал показанный 9 мая 2002 года эпизод «Совместное расследование». Сериал запущен в эфир 23 сентября 2002 года на телеканале CBS. 8 апреля 2012 года в эфир вышла последняя серия. В 2004 был запущен спин-офф телесериала — «C.S.I.: Место преступления Нью-Йорк».
Всего в рамках телесериала было выпущено 10 сезонов состоящих из 232 эпизодов.

## Обзор сезонов
| Сезон | Сезон | Эпизоды | Оригинальная дата показа | Оригинальная дата показа |
| Сезон | Сезон | Эпизоды | Премьера сезона          | Финал сезона             |
| ----- | ----- | ------- | ------------------------ | ------------------------ |
|       | Пилот | 1       | 9 мая 2002               | 9 мая 2002               |
|       | 1     | 24      | 23 сентября 2002         | 19 мая 2003              |
|       | 2     | 24      | 22 сентября 2003         | 24 мая 2004              |
|       | 3     | 24      | 20 сентября 2004         | 23 мая 2005              |
|       | 4     | 25      | 19 сентября 2005         | 22 мая 2006              |
|       | 5     | 24      | 18 сентября 2006         | 14 мая 2007              |
|       | 6     | 21      | 24 сентября 2007         | 19 мая 2008              |
|       | 7     | 25      | 22 сентября 2008         | 18 мая 2009              |
|       | 8     | 24      | 21 сентября 2009         | 24 мая 2010              |
|       | 9     | 22      | 3 октября 2010           | 8 мая 2011               |
|       | 10    | 19      | 25 сентября 2011         | 8 апреля 2012            |

## Список серий

### Встроенный пилот
| № общий | № в сезоне | Название                                         | Режиссёр     | Автор сценария                               | Дата премьеры | Зрители в США (млн) |
| --- | ---------- | ------------------------------------------------ | ------------ | -------------------------------------------- | ------------- | ------------------- |
| - | -          | «Cross Jurisdictions» «Совместное расследование» | Дэнни Кэннон | Энн Донахью, Кэрол Мендельсон, Энтони Зуикер | 9 мая 2002    | 27.12               |
| Команда криминалистов начинает расследовать дело об убийстве после вечеринки бывшего шефа полиции. К тому же его жену и дочь, похоже, похитили. И следы ведут в Майами. Гриссом отправляет туда Кэтрин и Уоррика, где они знакомятся с местной командой криминалистов во главе с Горацио Кейном. Эпизод является пилотом к сериалу C.S.I.: Место преступления Майами. |            |                                                  |              |                                              |               |                     |

### Сезон 1: 2002—2003
| № общий | № в сезоне | Название                                                     | Режиссёр         | Автор сценария                               | Дата премьеры    | Зрители в США (млн) |
| --- | ---------- | ------------------------------------------------------------ | ---------------- | -------------------------------------------- | ---------------- | ------------------- |
| 1 | 1          | «Golden Parachute» «Золотой парашют»                         | Джо Чаппелль     | Стивен Маеда                                 | 23 сентября 2002 | 23.10               |
| Команда криминалистов Майями во главе с лейтенантом Горацио Кейном расследуют крушение частного самолёта, следующего из Майами в Вашингтон. При крушении выжил только один пассажир, чьи показания расходятся с уликами. Сказать правду могут только "чёрные ящики" самолёта, которые неожиданно исчезают. |            |                                                              |                  |                                              |                  |                     |
| 2 | 2          | «Losing Face» «Теряя лицо»                                   | Джо Чаппелль     | Стивен Маеда, Гвендолин Паркер               | 30 сентября 2002 | 19.80               |
| Майами терроризирует бомбодел, который закрепляет взрывающиеся ошейники с ловушками на шее богатых жертв. При обезвреживании одного такого ошейника погибает старый друг Горацио, с которым они когда-то вместе работали на сапёрное подразделение полиции Майями. Горацио объявляет полный сбор и игнорирование иных мест преступления, кроме целей бомбиста. Очень скоро команда догадается, что целями является не богачи, а сапёры...                                          |            |                                                              |                  |                                              |                  |                     |
| 3 | 3          | «Wet Foot/Dry Foot» «Мокрая нога/Сухая нога»                 | Такер Гейтс      | Эдди Гуэрра                                  | 7 октября 2002   | 17.18               |
| Горацио и его команда расследуют обнаружение части туловища человека группой рыбаков, которые разрезали пойманную ими акулу, но останки человека высыпались наружу. Меган вскоре понимает, что мужчина был убит, когда обнаруживает пулевое ранение на трупе. Позже вторую жертву находят плавающей во внутренней трубе. |            |                                                              |                  |                                              |                  |                     |
| 4 | 4          | «Just One Kiss» «Всего один поцелуй»                         | Скотт Бразил     | Лори Маккарти, Мэтт Уиттен                   | 14 октября 2002  | 19.03               |
| На пляже найден труп молодого парня, а недалеко едва дышащую жертву изнасилования. Обе жертвы накануне посетили вечеринку семьи Гамильтонов, с главой семьи Горацио знаком как обвинитель по прошлому делу. Подозрение в обоих преступлениях падает сначала на парня изнасилованной девушки, а потом на одного их членов семьи Гамильтонов. |            |                                                              |                  |                                              |                  |                     |
| 5 | 5          | «Ashes to Ashes» «Прах к праху»                              | Брайан Спайсер   | Марк Израэль                                 | 21 октября 2002  | 18.78               |
| Когда священника находят мертвым в его приходском доме после жестокого выстрела, Меган, Келли и Спидл должны распутать запутанную паутину семейных проблем, которые привели к его смерти. В другом месте Горацио и Эрик пытаются раскрыть эмоциональный случай взорвавшегося автомобиля, в котором жила мать с ребенком. |            |                                                              |                  |                                              |                  |                     |
| 6 | 6          | «Broken» «Перелом»                                           | Деран Сарафян    | Илди Модрович, Лоуренс Уолш                  | 28 октября 2002  | 18.75               |
| Вся команда исследует место преступления в крытом парке развлечений, когда молодую девушку находят задохнувшейся в ванной. Они должны выследить безжалостного человека, ответственного за ужасное преступление, быстрее, чем обычно, поскольку все на месте задержаны до тех пор, пока их не оправдают. То, что выглядит как обычная попытка похищения, оказывается гораздо большим, чем любой из детективов рассчитывал.                                                          |            |                                                              |                  |                                              |                  |                     |
| 7 | 7          | «Breathless» «Бездыханный»                                   | Чарли Коррелл    | Стивен Маеда, Гвендолин Паркер               | 4 ноября 2002    | 17.94               |
| Стриптизёр после женской вечеринки падает замертво без следов насилия и отравления. Этим делом занялись Горацио, Келли и Спидл. Тем временем Делко и Меган занимаются смертью фри-дайвера, проникшего на яхту с ножевым ранением в животе. |            |                                                              |                  |                                              |                  |                     |
| 8 | 8          | «Slaughterhouse» «Бойня»                                     | Дик Пирс         | Лори Маккарти                                | 11 ноября 2002   | 20.06               |
| Горацио и его команда должны раскрыть улики жестокого убийства целой семьи в их собственном доме. Единственные выжившие - это пропитанный кровью малыш и отец, которого оперируют. Непосредственное предположение заключается в том, что виновата мать — послеродовая депрессия, — но доказательства показывают шокирующий другой результат. |            |                                                              |                  |                                              |                  |                     |
| 9 | 9          | «Kill Zone» «Смертельная зона»                               | Дэниэл Эттиэс    | Марк Израэль, Луис Джонсон                   | 8 ноября 2002    | 17.16               |
| В центре Майами орудует снайпер. Горацио вместе с командой криминалистов должны остановить убийцу прежде, чем тот нанесёт новый удар. |            |                                                              |                  |                                              |                  |                     |
| 10 | 10         | «A Horrible Mind» «Жуткий разум»                             | Грег Яйтанс      | Илди Модрович, Лоуренс Уолш                  | 25 ноября 2002   | 18.84               |
| Горацио, Спидл и Келли копаются в уликах убийства странного, неортодоксального профессора колледжа, когда находят его замученным и повешенным на дереве. Их подозрения немедленно направлены на его тринадцать культовых учеников. В другом месте Делко и Меган исследуют найденную в воде машину с трупом в багажнике и сразу же подозревают мошенничество со страховкой. |            |                                                              |                  |                                              |                  |                     |
| 11 | 11         | «Camp Fear» «Лагерь страха»                                  | Деран Сарафян    | Эдди Гуерра, Стивен Маеда                    | 16 декабря 2002  | 18.16               |
| CSI расследуют смерть молодой модели, тело которой было найдено возле лагеря для несовершеннолетних девочек. На другом конце города Делко и Спидл расследуют странную смерть человека, который, по-видимому, был сожжен изнутри. Между тем, не в силах больше справляться с этой работой и чувствуя, что она напоминает ей о работе ее умершего мужа, лейтенант Доннер навсегда уходит из команды, оставив Горацио записку.                                                        |            |                                                              |                  |                                              |                  |                     |
| 12 | 12         | «Entrance Wound» «Входная рана»                              | Дэвид Гроссман   | Лори Маккарти, Гвендолин Паркер              | 6 января 2003    | 17.52               |
| Женатый мужчина и его коллега, ищущие небольшого внеклассного развлечения, утопают в своем пыле, когда находят мертвую женщину - проститутку - в своем бунгало, что приводит к семейному человеку, скрывающему темное прошлое. Команда занимается угоном автомобиля, в результате которого погиб немецкий турист, но обстоятельства больше похожи на убийство, поскольку после стрельбы жена осталась невредимой.                                                                  |            |                                                              |                  |                                              |                  |                     |
| 13 | 13         | «Bunk» «Притон»                                              | Чарли Коррелл    | Элизабет Дивайн                              | 27 января 2003   | 16.87               |
| Команда расследует дело, связанное с производством смертельных препаратов в передвижных лабораториях. Пожилую женщину находят мёртвой в доме престарелых. |            |                                                              |                  |                                              |                  |                     |
| 14 | 14         | «Forced Entry» «Вторжение»                                   | Арти Мандельберг | Марк Израэль, Луис Джонсон                   | 3 февраля 2003   | 18.17               |
| Обнаженный мужчина был найден привязанным к своей кровати, он задохнулся во время изнасилования. В то же время владелец крематория найден убитым. Во время расследования они обнаруживают десятки тел, которые никогда не были кремированы. |            |                                                              |                  |                                              |                  |                     |
| 15 | 15         | «Dead Woman Walking» «Живая мёртвая»                         | Жанно Шварц      | Илди Модрович, Лоуренс Уолш                  | 10 февраля 2003  | 17.51               |
| Грабителя находят мёртвым на улице со сломанной шеей. Во время вскрытия Алекс и Горацио обнаруживают, что жертва подверглась воздействию радиации. И теперь команда должна как можно скорее найти убийцу, прежде чем его следующая жертва, юрист-эколог, умрёт от радиационного отравления. |            |                                                              |                  |                                              |                  |                     |
| 16 | 16         | «Evidence of Things Unseen» «Доказательство невидимых вещей» | Джо Чаппелль     | Дэвид Блэк                                   | 17 февраля 2003  | 18.32               |
| Команда расследует убийство иммигранта из России, который был зарезан. Единственным свидетелем преступления была выступавшая перед ним стриптизерша. |            |                                                              |                  |                                              |                  |                     |
| 17 | 17         | «Simple Man» «Простой человек»                               | Грег Яйтанс      | Стивен Маеда                                 | 24 февраля 2003  | 19.11               |
| Прежде чем Горацио собирается давать показания по делу об убийстве, в котором обвиняемым является муж члена городского совета, ему сообщают новые факты, которые могут доказать невиновность этого человека. Есть также новая информация, которая вращается вокруг обнаружения второй жертвы, которая соответствовала бы профилю предполагаемого убийцы - если человек, находящийся под судом, не виновен.                                                                         |            |                                                              |                  |                                              |                  |                     |
| 18 | 18         | «Dispo Day» «День разоблачений»                              | Дэвид Гроссман   | Элизабет Дивайн, Илди Модрович, Лоуренс Уолш | 10 марта 2003    | 18.95               |
| Расследование кражи наркотиков позволяет заглянуть в частную жизнь криминалистов, чьи нервы на пределе, когда они становятся подозреваемыми в преступлении, которое пытаются раскрыть. |            |                                                              |                  |                                              |                  |                     |
| 19 | 19         | «Double Cap» «Двойное прикрытие»                             | Джо Чаппелль     | Марк Дюбэ                                    | 31 марта 2003    | 16.97               |
| Горацио сражается с ФБР и маршалами США, пытаясь выяснить, почему красивая женщина была убита у бассейна в роскошном отеле. Факты свидетельствуют о том, что это был профессиональный удар, и дело становится действительно загадочным, когда федералы проявляют к нему интерес. В другом месте Келли говорит своему отцу о его проблемах с алкоголем. |            |                                                              |                  |                                              |                  |                     |
| 20 | 20         | «Grave Young Men» «Могила молодых людей»                     | Питер Маркл      | Луис Джонсон                                 | 14 апреля 2003   | 14.90               |
| К Горацио обращается условно-досрочно освобожденный, которого он помог посадить несколько лет назад, и умоляет юриста помочь найти его пропавшего сына-подростка. По ходу расследования Горацио обнаруживает, что мальчик может планировать нападение со смертельным исходом. В другом месте Спидла привлекает сексуальная модель, которая может быть причастна к смерти ее парня.                                                                                                 |            |                                                              |                  |                                              |                  |                     |
| 21 | 21         | «Spring Break» «Встреча весны»                               | Деран Сарафян    | Стивен Маеда                                 | 28 апреля 2003   | 17.18               |
| Горацио вместе с командой расследуют смерть двух студентов колледжа, которые проводили каникулы в Майами. Девушка была найдена на пляже со сломанной шеей и следами человеческих укусов на ногах. Вторая жертва была найдена на дне бассейна. |            |                                                              |                  |                                              |                  |                     |
| 22 | 22         | «Tinder Box» «Пороховая бочка»                               | Чарли Коррелл    | Кори Миллер                                  | 5 мая 2003       | 14.46               |
| Спидл и Делко присутствуют, когда модный ночной клуб загорается, очевидно, из-за пиротехнического шоу ди-джея, в результате чего 16 человек погибают и десятки других ранены. Но последующее расследование показывает, что это мог быть поджог, чтобы скрыть убийство. Тем временем, Горацио расследует смерть проститутки, найденной мертвой в ванной комнате судьи в его доме.                                                                                                   |            |                                                              |                  |                                              |                  |                     |
| 23 | 23         | «Freaks and Tweaks» «Отбросы общества»                       | Деран Сарафян    | Элизабет Дивайн, Джон Хейнс                  | 12 мая 2003      | 17.23               |
| Взрыв в ветхом сарае чуть не убивает Горацио и его команду сразу после того, как они находят внутри мертвого человека, перевязанного изолентой. Дело становится личным для Горацио, когда выясняется, что главный подозреваемый знал своего покойного брата. В лаборатории Алекс потрясена, узнав, что муж ее лучшей подруги был убит, очевидно, жертвой случайной стрельбы. |            |                                                              |                  |                                              |                  |                     |
| 24 | 24         | «Body Count» «Пересчёт тел»                                  | Джо Чаппелль     | Илди Модрович, Лоуренс Уолш                  | 19 мая 2003      | 19.30               |
| Проблемы начинаются, когда во дворе тюрьмы зарезают заключенного. Вскоре после прибытия Горацио над исправительным учреждением появляется вертолет. Он сразу опасается, что убийство было приманкой для побега. Это подтверждается тем, что трое заключенных запрыгивают на борт вертолета и убегают. По ходу расследования личности беглецов становятся известны, и Горацио осеняет ужасное осознание: двое беглецов — хладнокровные убийцы, у которых уже есть следующие жертвы. |            |                                                              |                  |                                              |                  |                     |

### Сезон 2: 2003—2004
| № общий | № в сезоне | Название                                       | Режиссёр              | Автор сценария                               | Дата премьеры    | Зрители в США (млн) |
| --- | ---------- | ---------------------------------------------- | --------------------- | -------------------------------------------- | ---------------- | ------------------- |
| 25 | 1          | «Blood Brothers» «Кровные братья»              | Дэнни Кэннон          | Энн Донахью                                  | 22 сентября 2003 | 17.40               |
| Горацио расследует убийство модели, которую намеренно сбили у одного из отелей Майами. |            |                                                |                       |                                              |                  |                     |
| 26 | 2          | «Dead Zone» «Мёртвая зона»                     | Джо Чаппелль          | Майкл Островски                              | 29 сентября 2003 | 17.33               |
| Тело человека, участвовавшего в поиске затонувших сокровищ, обнаружено прибитым к стене его новой каюты крейсера окровавленным копьем, выпущенным из ружья с близкого расстояния. |            |                                                |                       |                                              |                  |                     |
| 27 | 3          | «Hard Time» «Тяжёлое время»                    | Дэвид Гроссман        | Стивен Маеда                                 | 6 октября 2003   | 18.13               |
| Горацио охотится на человека, ответственного за жестокое нападение на женщину, которую заманили в пустующую квартиру и избили куском дерева. |            |                                                |                       |                                              |                  |                     |
| 28 | 4          | «Death Grip» «Смертельный захват»              | Деран Сарафян         | Элизабет Дивайн                              | 13 октября 2003  | 17.64               |
| Когда молодую теннисистку похищают из собственной спальни, расследование приводит команду криминалистов к одному из водоёмов, где они находят женскую руку в желудке аллигатора. |            |                                                |                       |                                              |                  |                     |
| 29 | 5          | «The Best Defense» «Лучшая защита»             | Скотт Лаутанен        | Шейн Бреннан                                 | 20 октября 2003  | 17.55               |
| Двое владельцев бара были застрелены после работы. Ещё один мужчина был ранен вооруженным преступником в маске. Тем временем отец Келли, ставший государственным защитником, просит её о помощи в деле об убийстве, в котором женщина якобы убила своего парня отверткой. |            |                                                |                       |                                              |                  |                     |
| 30 | 6          | «Hurricane Anthony» «Ураган Энтони»            | Джо Чаппелль          | Илди Модрович, Лоуренс Уолш                  | 3 ноября 2003    | 19.52               |
| Ураган "Энтони" обрушивается на Майами. Супруги, спасаясь на автомобиле от стихийного бедствия, случайно сбивают человека. Но отсутствие у жертвы характерных для таких случаев травм, наводит Горацио на мысль, что жертва была мертва ещё до столкновения. Другие две жертвы были найдены в том же районе. Улики указывают на то, что эти смерти связаны между собой. |            |                                                |                       |                                              |                  |                     |
| 31 | 7          | «Grand Prix» «Гран При»                        | Дэвид Гроссман        | Майкл Островски, Стивен Маеда                | 10 ноября 2003   | 18.44               |
| Член пит-бригады Champ Car охвачен невидимым пламенем и погибает во время квалификационной гонки Гран-при Америки. |            |                                                |                       |                                              |                  |                     |
| 32 | 8          | «Big Brother» «Большой брат»                   | Джо Чаппелль          | Энн Донахью, Джонатан Гласснер               | 17 ноября 2003   | 16.57               |
| Горацио стремится найти убийцу своего брата и защитить племянницу, о существовании которой он никогда не подозревал, когда Сьюзи, бывшая наркоманка, появляется с внебрачной дочерью Рэя. Команда исследует вуайеристский интернет-сайт в связи с убийством биржевого маклера. |            |                                                |                       |                                              |                  |                     |
| 33 | 9          | «Bait» «Приманка»                              | Деран Сарафян         | Стивен Маеда, Шейн Бреннан                   | 24 ноября 2003   | 19.73               |
| Молодая женщина умирает после нападения акулы. Позже выясняется, что она была ранена из огнестрельного оружия. Дело осложняется тем, что главным подозреваемым становится один из членов команды CSI. |            |                                                |                       |                                              |                  |                     |
| 34 | 10         | «Extreme» «Экстрим»                            | Карен Гавиола         | Элизабет Дивайн, Джон Хейнс                  | 15 декабря 2003  | 19.20               |
| Молодую женщину перебрасывают через перила гаража, но расследование ее смерти обнаруживает доказательства того, что она была убита до падения и, вероятно, была похищена. Часы жертвы прослеживаются до ее парня, который рассказывает детективам, что она была искательницей острых ощущений, которую похитили во время экстремальной ролевой игры. Тем временем Делко попадает в беду, когда непреднамеренно вмешивается в дело после того, как наткнулся на сеть угонщиков автомобилей. |            |                                                |                       |                                              |                  |                     |
| 35 | 11         | «Complications» «Разочарования»                | Скотт Лаутанен        | Сунил Наяр, Кори Миллер                      | 5 января 2004    | 20.40               |
| Анестезиолог, работавший в косметологической клинике, обнаружен висящим на верёвке в своей двухэтажной квартире. Всё указывает на то, что это не самоубийство. Позже выясняется, что за неделю до этого врач потерял пациента во время обычной пластической операции, и муж жертвы считает, что его жену убили. |            |                                                |                       |                                              |                  |                     |
| 36 | 12         | «Witness to Murder» «Свидетель убийства»       | Дуэйн Кларк           | Илди Модрович, Лоуренс Уолш, Майкл Островски | 12 января 2004   | 19.73               |
| Алмазный брокер, перевозивший товары на два миллиона долларов, убит после того, как его машину сбила другая машина, и он выходит, чтобы противостоять водителю. Единственный свидетель преступления — умственно отсталый мужчина, который говорит, что убийцей является некто по имени Колтон. Тем временем за городом Спидл и Делко расследуют смерть девочки-подростка, обнаруженной на привале со сломанной шеей. Вскоре после того, как жертву забирают с места происшествия, ее тело исчезает во время транспортировки в Майами. |            |                                                |                       |                                              |                  |                     |
| 37 | 13         | «Blood Moon» «Кровавая луна»                   | Скотт Лаутанен        | Джонатан Гласснер, Марк Дюбэ                 | 2 февраля 2004   | 20.60               |
| Производителя сигар находят убитым в его собственном магазине. Раны были нанесены чаветой - инструментом для изготовления сигар. Расследования приводит Горацио к группе, помогающей кубинским беженцам. На другом конце города 25-летний мужчина был застрелен, когда снимал деньги в банкомате, но мотив преступления не ясен, так как деньги остались нетронутыми. |            |                                                |                       |                                              |                  |                     |
| 38 | 14         | «Slow Burn» «Медленный огонь»                  | Джо Чаппелль          | Шейн Бреннан, Майкл Островски                | 9 февраля 2004   | 21.76               |
| Делко и Алекс едва не сгорели заживо во время расследования смерти охотника, которого нашли застреленным в зоне тушения пожаров. Позже находят ещё одно тело. На этот раз - молодой женщины. |            |                                                |                       |                                              |                  |                     |
| 39 | 15         | «Stalkerazzi» «Сталкерацци»                    | Деран Сарафян         | Элизабет Дивайн, Стивен Маеда                | 16 февраля 2004  | 19.62               |
| Известный фотограф найден мертвым в своей машине после аварии, но Горацио считает, что его убили. Расследование приводит к тому, что знаменитая кинозвезда была поймана в компрометирующем положении на фотографиях, сделанных папарацци. |            |                                                |                       |                                              |                  |                     |
| 40 | 16         | «Invasion» «Вторжение»                         | Феликс Энрикес Алкала | Брайан Дэвидсон, Джонатан Гласснер           | 23 февраля 2004  | 20.34               |
| Бывший чемпион по сёрфингу убит в своём собственном доме. Его тело пропало, а жена и сын жертвы найдены избитыми и связанными. При обыске дома Горацио находит героин в комнате сына и узнаёт, что тот торговец наркотиками. |            |                                                |                       |                                              |                  |                     |
| 41 | 17         | «Money for Nothing» «Деньги ни за что»         | Карен Гавиола         | Марк Дюбэ                                    | 1 марта 2004     | 19.90               |
| Горацио быстро появляется на месте, когда бронированный грузовик с 3,2 миллионами долларов ограблен в ходе дерзкого ограбления в центре города. Во время ограбления водитель убит, а Горацио стреляет в одного из двух воров. Другой сбегает с добычей, но деньги оказываются фальшивыми. Команда должна выяснить, что случилось с деньгами банка, прежде чем они были заменены фальшивыми банкнотами. Делая день еще хуже для Горацио, Елина шпионит за ним с его племянницей и предполагает, что девочка - его внебрачный ребенок, а не дочь ее собственного покойного мужа. |            |                                                |                       |                                              |                  |                     |
| 42 | 18         | «Wannabe» «Подражатель»                        | Фред Келлер           | Элизабет Дивайн, Стивен Маеда, Джон Хейнс    | 22 марта 2004    | 20.33               |
| Дело Горацио и Спидла зависит от показаний энтузиаста судебно-медицинской экспертизы, который украл окровавленную латексную перчатку с места убийства человека, зарезанного ножом-бабочкой. Когда Спидл выслеживает его, подражатель CSI впечатлён лёгкостью, с которой Спидл смог найти его, и между ними возникает связь. Тем временем Делко и Келли расследуют убийство молодой женщины, чье тело было найдено завернутым в пластиковый пакет для мусора в мусорном баке недалеко от шикарного клуба Майами, где она работала. |            |                                                |                       |                                              |                  |                     |
| 43 | 19         | «Deadline» «Последний срок»                    | Деран Сарафян         | Илди Модрович, Лоуренс Уолш, Сунил Наяр      | 29 марта 2004    | 19.62               |
| Джош Далтон, горячий молодой репортер Майами Сан, становится свидетелем убийства своего друга, помощника члена городского совета, в районе наркоторговли Майами, Золотом Треугольнике. Джош, который подозрительно не пострадал во время нападения, утверждает, что они были там только из-за истории, но Горацио считает, что дело не только в этом. Позже другой писатель из той же газеты был найден застреленным в багажнике своей машины, которая, как сообщается, была украдена. Теперь, когда доказательства опровергают версию Джоша о том, что произошло, CSI оказываются запутанными в мире быстро развивающейся журналистики и узнают, что существует опасно тонкая грань между правдой и тем, что продают газеты.                                                                   |            |                                                |                       |                                              |                  |                     |
| 44 | 20         | «The Oath» «Клятва»                            | Дуэйн Кларк           | Элисон Лиа Бинджман                          | 19 апреля 2004   | 13.24               |
| Полицейский падает в обморок и умирает после того, как остановил машину, и расследование показывает, что он был убит. Горацио становится подозрительным, когда в дело вмешивается отдел внутренних дел, что заставляет его поверить, что убийство не было случайным преступлением. Тем временем Келли помогает женщине, подвергшейся насилию, которая живет с одним из подозреваемых в расследовании. Елина начинает встречаться с заклятым врагом Горацио, который возглавляет расследование внутренних дел. |            |                                                |                       |                                              |                  |                     |
| 45 | 21         | «Not Landing» «Крушение»                       | Джо Чаппелль          | Шейн Бреннан, Марк Дюбэ, Джонатан Гласснер   | 3 мая 2004       | 17.62               |
| После того, как небольшой самолет разбился на пляже Майами и пилот погиб, Горацио находит на месте крушения остатки химического вещества, используемого для изготовления кокаина, и кажется, что деловой партнер жертвы мог саботировать самолет. Однако, когда данные свидетельствуют о том, что пилот, возможно, умер до крушения, команда исследует соседей жертвы — всех богатых жителей уединенного тупика, где похоть, ревность и жадность являются опасными мотивами для убийства. |            |                                                |                       |                                              |                  |                     |
| 46 | 22         | «Rap Sheet» «Рэп»                              | Дэвид Гроссман        | Илди Модрович, Кори Миллер                   | 10 мая 2004      | 20.94               |
| Охранник найден мертвым после того, как на концерте рэп-звезды раздались выстрелы, и CSI должны провести расследование. Рэп-звезда 10-Large (которого играет Xzibit ) не будет говорить с полицией об убийстве или о том, почему кто-то пытается его убить. Но когда данные свидетельствуют о том, что, возможно, предполагаемой целью был телохранитель 10-Large, CSI должны заглянуть в опасный мир личной безопасности. Тем временем Алекс переживает шок своей жизни, когда предполагаемый труп после недавней автокатастрофы просыпается в ее морге, страдая только от переохлаждения. |            |                                                |                       |                                              |                  |                     |
| 47 | 23         | «MIA/NYC NonStop» «Майами — Нью-Йорк нон-стоп» | Дэнни Кэннон          | Энтони Зуикер, Энн Донахью, Кэрол Мендельсон | 17 мая 2004      | 23.08               |
| Когда девочка-подросток возвращается домой с большой вечеринки в ночном клубе для несовершеннолетних и обнаруживает, что ее родители убиты, поиски убийцы приводят Горацио в Нью-Йорк. Перед его прибытием нью-йоркские детективы во главе с детективом Маком Тейлором вызываются для расследования убийства полицейского под прикрытием, который, как выясняется, является главным подозреваемым в деле Майами. Однако судмедэксперт устанавливает, что он мертв уже 72 часа и даже не мог быть жив во время двойного убийства в Майами. После дальнейшего расследования Горацио и Мак определяют, что настоящий убийца убил нью-йоркского полицейского, затем использовал его удостоверение личности, чтобы добраться до Майами, и все еще находится на свободе. Это пилотная серия CSI: NY . |            |                                                |                       |                                              |                  |                     |
| 48 | 24         | «Innocent» «Невинная»                          | Джо Чаппелль          | Стивен Маеда, Сунил Наяр, Джон Хейнс         | 24 мая 2004      | 21.30               |
| Актриса фильмов для взрослых найдена задушенной в парке, и CSI должны найти убийцу. Под ногтями Эшли Андерс обнаружены кровь и человеческие ткани, а ДНК совпадает с ДНК генерального директора компании, распространяющего её фильмы, и он является зарегистрированным сексуальным преступником. Кроме того, Келли обнаруживает аудиозапись своего автоответчика, на которой он угрожает Эшли. Однако в лаборатории произошел несчастный случай с этой важной уликой, и Делко был последним, кто с этим справился. Теперь к делу присоединяется Рик Стетлер из IAB, к большому разочарованию Горацио, поскольку CSI пытаются найти дополнительные улики, чтобы найти убийцу девушки. |            |                                                |                       |                                              |                  |                     |

### Сезон 3: 2004—2005
| № общий | № в сезоне | Название                                    | Режиссёр          | Автор сценария                                | Дата премьеры    | Зрители в США (млн) |
| --- | ---------- | ------------------------------------------- | ----------------- | --------------------------------------------- | ---------------- | ------------------- |
| 49 | 1          | «Lost Son» «Пропавший сын»                  | Дуэйн Кларк       | Энн Донахью, Элизабет Дивайн                  | 24 сентября 2004 | 22.45               |
| В обычном случае, который начинается с обнаружения изрешеченного пулями тела бизнесмена на борту пустой яхты, которая врезалась в мост, команда раскрывает информацию, которая предполагает, что мертвец доставлял выкуп за своего похищенного сына. Дело вскоре принимает трагический оборот, когда Спидл умирает от ран, полученных в перестрелке в ювелирном магазине, оставляя команду опустошенной и более решительной, чем когда-либо, чтобы выяснить, кто несет ответственность. |            |                                             |                   |                                               |                  |                     |
| 50 | 2          | «Pro Per» «За и против»                     | Карен Гавиола     | Стивен Маеда, Джон Хейнс                      | 27 сентября 2004 | 19.72               |
| Женщина убита во время вечеринки в поместье Стар-Айленд, когда мужчина открыл огонь по происходящему с сигаретной лодки. Когда бывшего афериста арестовывают, он действует как собственный адвокат и оказывается умнее, чем кажется. Ситуацию усложняет тот факт, что главным свидетелем по делу является маленький сын убитой женщины, которого Горацио хочет защитить, отказываясь дать ему показания. |            |                                             |                   |                                               |                  |                     |
| 51 | 3          | «Under the Influence» «Под влиянием»        | Скотт Лаутанен    | Марк Дюбэ, Кори Миллер                        | 4 октября 2004   | 20.75               |
| CSI должны найти убийцу после того, как молодую женщину толкнули под движущийся автобус. Алекс находит синяк в форме отпечатка руки на спине жертвы, доказывая, что ее толкнули под автобус, и ее парень, Джей Сивер, является главным подозреваемым. Когда один из офисных соперников Джея также оказывается мертвым, Джей показывает, что у него есть преследователь -психотик , Клаудия. Между тем, отец Келли ищет ее помощи, когда он опасается, что, возможно, убил кого-то после ночи пьянства, и Горацио поручает этому делу нового CSI, Райана Вулфа , к большому разочарованию Келли. |            |                                             |                   |                                               |                  |                     |
| 52 | 4          | «Murder in a Flash» «Убийство на флэш-мобе» | Фред Келлер       | Энн Макгрейл                                  | 11 октября 2004  | 21.94               |
| Электронные письма и текстовые сообщения провоцируют массовый сбор студентов для выполнения случайного задания на поле для гольфа. Однако, когда толпа расходится, находят тело старшеклассника. Исходное сообщение, вызвавшее «флеш-моб», восходит к старшекласснику, чей отец является влиятельным адвокатом. Тем временем Горацио и Елина расследуют смерть молодой наркоманки, найденной в мусорном баке возле того места, где она покупает наркотики. |            |                                             |                   |                                               |                  |                     |
| 53 | 5          | «Legal» «Легальный бизнес»                  | Дуэйн Кларк       | Илди Модрович, Майкл Островски                | 18 октября 2004  | 19.81               |
| 18-летняя девушка зарезана в ванной популярного ночного клуба Майами. Горацио узнает, что жертва, Дженни Прайс, была помощником следователя, работавшим в отделе по контролю за алкоголем и напитками, и следила за употреблением несовершеннолетними. Однако дело усложняется, когда они обнаруживают еще одну убитую жертву в соседней разбитой машине. Тем временем Келли и Райан работают вместе, чтобы определить, имел ли неуверенный в себе и несовершеннолетний подросток в клубе той ночью какое-либо отношение к убийству. |            |                                             |                   |                                               |                  |                     |
| 54 | 6          | «Hell Night» «Адская ночь»                  | Скотт Лаутанен    | Стивен Маеда, Кори Миллер                     | 25 октября 2004  | 21.94               |
| Жена известного бейсболиста жестоко убита в своем доме, а ее развратный муж обвиняется в преступлении. Присяжные по делу, а также обвиняемый и его защита посещают дом для осмотра места преступления, но когда приглушают свет, как это было при убийстве потерпевшего, а затем снова включают, игрок с мячом найден мертвым с ножом для мяса в голове и запиской «виновен». Тем временем Горацио звонит Елина и сообщает ему, что ее сын Рэй-младший пропал. |            |                                             |                   |                                               |                  |                     |
| 55 | 7          | «Crime Wave» «Преступная волна»             | Карен Гавиола     | Элизабет Дивайн                               | 8 ноября 2004    | 22.09               |
| Поскольку огромное цунами направляется прямо к Майами, десятичасовое предупреждение дает горожанам достаточно времени, чтобы эвакуировать город. В хаосе два человека убиты на стоянке, и улики приводят Горацио к раскрытию заговора с целью ограбления банка, приуроченного к эвакуации. После урагана Райан и Алекс обнаруживают тело, выброшенное волной с местного кладбища, но обнаруживают 13 тел, но только 12 из них были похоронены там. Тем временем Горацио подозревает, что Елина подвергается физическому насилию со стороны своего парня, Рика Стетлера из IAB. |            |                                             |                   |                                               |                  |                     |
| 56 | 8          | «Speed Kills» «Скорость убивает»            | Фред Келлер       | Сунил Наяр, Марк Дюбэ                         | 15 ноября 2004   | 22.48               |
| Расследование убийства приводит Горацио и его команду в мир быстрых свиданий. Ричард Лейкен был найден убитым монтировкой возле гостиной после вечернего свидания . Команда обнаруживает, что его машина покрыта ацетоном, который ведет к одной из гостей. Теперь, когда Горацио и команда узнают, что Лейкен недавно стал свидетелем серьезного нападения на баскетбольном матче в Майами Хит, они охотятся за двумя преступниками вместо одного. |            |                                             |                   |                                               |                  |                     |
| 57 | 9          | «Pirated» «Пираты»                          | Дуэйн Кларк       | Стивен Маеда, Майкл Островски                 | 22 ноября 2004   | 22.12               |
| Команда расследует современное пиратство у побережья Майами после того, как шесть тел были обнаружены плавающими в океане, связанными веревкой. Горацио подозревает, что корабль был угнан, часть экипажа убита, а затем выброшена за борт. Имеющиеся данные свидетельствуют о том, что другие члены экипажа могли спастись на спасательном плоту. Используя радар и технологию GPS, CSI находят выживших, но их истории расходятся. Теперь Горацио и его команда должны узнать, что на самом деле произошло в океане, поскольку они исследуют изнанку ополченцев Майами и торговцев оружием. |            |                                             |                   |                                               |                  |                     |
| 58 | 10         | «After the Fall» «После падения»            | Скотт Лаутанен    | Илди Модрович, Марк Дюбэ, Джон Хейнс          | 29 ноября 2004   | 22.71               |
| CSI должны расследовать случай гибели пешехода после того, как мужчина упал со здания и приземлился на него. Горацио и команда обнаруживают, что жертва, найденная на тротуаре, — это не тот человек, который упал со здания, а несчастный человек, на которого он приземлился. CSI обнаруживает, что у павшей жертвы есть секс-DVD с участием главного судьи по уголовным делам Майами и женщины с грязной сексуальной жизнью. Когда женщину находят мертвой, команда должна вникнуть в сложную личную жизнь тех, кто работает в судебной системе Майами, чтобы найти убийцу. |            |                                             |                   |                                               |                  |                     |
| 59 | 11         | «Addiction» «Страсть к игре»                | Стивен ДеПол      | Чарльз Холлэнд                                | 13 декабря 2004  | 20.54               |
| Когда женщину убивают в результате того, что выглядит как угон автомобиля, криминалисты разговаривают с ее мужем, старшим из трех братьев, управляющих прибыльным семейным бизнесом. Однако, когда выясняется, что у жертвы была зависимость от азартных игр, которая могла привести к банкротству компании, команда должна найти улики, чтобы найти убийцу. Тем временем Алекс нанимает выздоравливающего алкоголика в качестве перевозчика тел и должна провести расследование, когда его обвиняют в краже у мертвых. |            |                                             |                   |                                               |                  |                     |
| 60 | 12         | «Shootout» «Перестрелка»                    | Норберто Барба    | Сунил Наяр, Кори Миллер                       | 3 января 2005    | 18.49               |
| Когда в отделении неотложной помощи происходит перестрелка, связанная с бандой, Горацио и команда должны найти виновных членов банды. Улики свидетельствуют о том, что санитар в больнице опознал раненого члена банды, который, возможно, убил одного из друзей санитара и предупредил членов банды о его местонахождении. Однако доказательства не совпадают, и CSI обнаруживают, что за стрельбой может стоять изменяющая девушка, а не месть банды. Тем временем Райан допрашивает мать в отделении неотложной помощи после того, как ее история о ее ребенке не складывается. |            |                                             |                   |                                               |                  |                     |
| 61 | 13         | «Cop Killer» «Убийца полицейского»          | Джонатан Гласснер | Стивен Маеда, Кристал Хотон                   | 17 января 2005   | 22.04               |
| Во время обычной остановки движения полицейский убит, и теперь Горацио и команда должны выследить убийцу. Единственный свидетель убийства - гражданский, который ехал вместе с офицером и сейчас пропал без вести. Придорожные улики приводят CSI к Мисси Маршалл, девочке-подростку, которая была с убийцей во время убийства. Кроме того, отношения Горацио и Ребекки находятся под угрозой, когда они не сходятся во взглядах по делу. |            |                                             |                   |                                               |                  |                     |
| 62 | 14         | «One Night Stand» «Одна ночь»               | Грег Яйтанс       | Майкл Островски, Джон Хейнс                   | 7 февраля 2005   | 18.82               |
| CSI раскрывают сложную операцию по подделке денег после того, как посыльный был найден убитым в одном из самых горячих отелей Майами. Багаж, который грузил покойный посыльный, а также кража специальной бумаги, на которой печатаются деньги, приводят CSI к раскрытию сложной операции по подделке денег. В Майами сезон круизов, а это значит, что население Майами увеличивается, что дает команде еще больше подозреваемых в убийстве. Тем временем Келли должна расследовать случай пропажи женщины, которую позже находят мертвой после того, как она и ее муж посещают горячую и кокетливую вечеринку «трений». |            |                                             |                   |                                               |                  |                     |
| 63 | 15         | «Identity» «Личность»                       | Глория Муцио      | Энн Донахью, Илди Модрович                    | 14 февраля 2005  | 19.35               |
| Когда CSI находят женщину, проглоченную целиком и убитую гигантской змеей, они раскрывают секретную операцию по контрабанде наркотиков. Доказательства приводят Горацио и команду к операции по контрабанде наркотиков, где подозреваются, что большие змеи используются для ввоза незаконных наркотиков в страну, чтобы избежать обнаружения таможней. Однако, когда Горацио обнаруживает, что за операцией может стоять Клаво Крус, заклятый враг Горацио, который прикрывается своей дипломатической неприкосновенностью, команда должна найти законный способ посадить преступника за решетку. Тем временем Келли и Вулф проводят расследование, когда две женщины утверждают, что они являются настоящей жертвой кражи личных данных, а другая - виновницей.                                                                             |            |                                             |                   |                                               |                  |                     |
| 64 | 16         | «Nothing to Lose» «Нечего терять»           | Карен Гавиола     | Элизабет Дивайн, Марк Дюбэ                    | 21 февраля 2005  | 19.46               |
| Доказательства заставляют CSI полагать, что кто-то устроил массовый пожар в Эверглейдс, чтобы скрыть убийство. Местных заключенных привлекают в качестве бесплатной рабочей силы для борьбы с лесным пожаром в Эверглейдс. Однако когда серийный убийца Тодд Кендрик сбегает с места происшествия, Горацио должен выследить его, прежде чем он нанесет новый удар. Но дела идут все хуже и хуже, когда Кендрик похищает Алекс и заставляет ее общаться с ним под дулом пистолета, заставляя Горацио найти ее, пока не стало слишком поздно. Между тем, тело студента местного колледжа найдено застреленным, а огонь уничтожил место преступления и улики. Однако, когда команда обнаруживает поблизости незаконную операцию по производству самогона и самодельные боеприпасы, CSI раскрывает настоящую причину, по которой мальчик был там. |            |                                             |                   |                                               |                  |                     |
| 65 | 17         | «Money Plane» «Денежный самолёт»            | Скотт Лаутанен    | Стивен Маеда, Сунил Наяр                      | 7 марта 2005     | 21.68               |
| Кто-то использует лазерный луч, чтобы ослепить пилота и сбить самолет с чеками на 1,2 миллиарда долларов, которые должны быть доставлены в банки на восточном побережье. Улики на месте преступления показывают жертву, молодую светскую львицу, занимающуюся сбором средств, которая находилась внутри самолета, но погибла до крушения. Теперь, хотя у команды мало работы, поскольку богатая семья жертвы выступает против вскрытия, Горацио должен идти по следу денег. Тем временем Келли работает над делом со своим бывшим парнем, детективом Хагеном, и их романтическая история может создать проблемы для них обоих. |            |                                             |                   |                                               |                  |                     |
| 66 | 18         | «Game Over» «Конец игры»                    | Джонатан Гласснер | Майкл Островски, Кори Миллер                  | 21 марта 2005    | 18.93               |
| Экстремальный скейтбордист и тестировщик видеоигр найден мертвым на платформе с хаф-пайпом, используемой для программирования экстремальных видеоигр для скейтбординга. CSI обнаруживают, что на момент убийства на нем были отражающие датчики, поэтому устройство захвата движения, использовавшееся для создания этих видеоигр, зафиксировало убийство в том виде, в котором оно произошло, но не убийцу. Теперь команда углубляется в высококонкурентный мир программистов и тестировщиков видеоигр, чтобы найти убийцу. Тем временем Горацио помогает давней подруге Спидла, когда узнаёт что украли секс-видео с ее участием. |            |                                             |                   |                                               |                  |                     |
| 67 | 19         | «Sex & Taxes» «Секс и расплата»             | Скотт Шиффман     | Илди Модрович, Брайан Дэвидсон                | 11 апреля 2005   | 20.67               |
| Агент IRS убит при попытке конфисковать яхту налогоплательщика-правонарушителя. Вскоре после этого CSI обнаруживает застреленного второго агента IRS. Теперь, когда у всех есть причина ненавидеть IRS, Горацио должен найти, кто стоит за серией убийств прямо перед налоговым днем. |            |                                             |                   |                                               |                  |                     |
| 68 | 20         | «Killer Date» «Свидание с убийцей»          | Карен Гавиола     | Элизабет Дивайн, Джон Хейнс                   | 18 апреля 2005   | 20.11               |
| Жизнь Горацио меняется навсегда, когда он узнает важную информацию о своем погибшем брате. Теперь Горацио должен решить, что делать с этой информацией о его брате Раймонде, и стоит ли говорить об этом Елине. Тем временем команда расследует случай убийства женщины в переполненном баре после того, как к ней подошла сотрудница службы, которая помогает мужчинам подбирать женщин. Кроме того, когда Делко теряет свой значок после какого-то безрассудного поведения и он используется в преступлении, он должен найти значок, прежде чем он будет использован снова. |            |                                             |                   |                                               |                  |                     |
| 69 | 21         | «Recoil» «Отдача»                           | Джо Чаппелль      | Стивен Маеда, Марк Дюбэ                       | 2 мая 2005       | 20.70               |
| После ожесточенной битвы за опеку у здания суда раздаются выстрелы. Пули летят, и цель - мать маленькой девочки. Горацио преследует отца, который, как он подозревает, не может быть биологическим отцом девочки. Однако, когда темное прошлое матери раскрывается, команда обнаруживает, что у нее много врагов, которые хотели бы выстрелить в нее. Тем временем Делко расследует случай падения мужчины с 16-этажного дома. |            |                                             |                   |                                               |                  |                     |
| 70 | 22         | «Vengeance» «Месть»                         | Норберто Барба    | Сунил Наяр, Кори Миллер                       | 9 мая 2005       | 20.01               |
| Когда бывшую звезду школьного футбола убивают на встрече, CSI должны найти убийцу. Жертвой был большой человек в кампусе в старшей школе, и на воссоединении было много гостей, у которых были причины обижаться на него все эти годы. Теперь команда должна исследовать всех, от главного чирлидера до школьного неудачника, чтобы увидеть, кто затаил десятилетнюю обиду, достаточно сильную, чтобы убить. Тем временем Горацио и Делко прибывают на место преступления и обнаруживают, что оно уже обработано, в результате чего Горацио раскрывает дополнительную информацию о том, что его брат, возможно, жив. |            |                                             |                   |                                               |                  |                     |
| 71 | 23         | «Whacked» «Измотанный»                      | Скотт Лаутанен    | Энн Донахью, Элизабет Дивайн, Илди Модрович   | 16 мая 2005      | 22.98               |
| Убийце с топором, приговоренному к смертной казни, дается отсрочка казни за несколько минут до того, как она должна была состояться, на том основании, что на суде над ним мог быть проведен испорченный анализ ДНК. Теперь, не используя никаких доказательств ДНК, команда должна бежать наперегонки со временем и пересмотреть все вещественные доказательства по делу, как раз в тот момент, когда им поступает вызов о новом двойном убийстве, которое подозрительно похоже на дело, над которым они работают. |            |                                             |                   |                                               |                  |                     |
| 72 | 24         | «10-7» «10-7»                               | Джо Чаппелль      | Энн Донахью, Элизабет Дивайн, Майкл Островски | 23 мая 2005      | 21.22               |
| Расследуя убийство человека, нанятого для изготовления грязных бомб, которые террористы намереваются взорвать в Майами, Горацио находит кровавый отпечаток пальца своего брата Раймонда, которого он считал мертвым. Однако, когда сына Раймонда похищают, он выходит из-под глубокого прикрытия, и отчужденные братья должны работать вместе, чтобы спасти мальчика. Тем временем, обрабатывая место преступления, неизвестный нападавший приставляет пистолет к голове Келли, и после смертельной конфронтации в ее баллистической лаборатории она сомневается, сможет ли она продолжить работу в качестве CSI. |            |                                             |                   |                                               |                  |                     |

### Сезон 4: 2005—2006
| № общий | № в сезоне | Название                                      | Режиссёр          | Автор сценария                                 | Дата премьеры    | Зрители в США (млн) |
| --- | ---------- | --------------------------------------------- | ----------------- | ---------------------------------------------- | ---------------- | ------------------- |
| 73 | 1          | «From the Grave» «Из могилы»                  | Карен Гавиола     | Энн Донахью, Элизабет Дивайн                   | 19 сентября 2005 | 19.21               |
| Команда должна найти связь между двумя местами преступления: убийством торговца наркотиками и изнасилованием домработницы богатой семьи, которая оказалась беременной. |            |                                               |                   |                                                |                  |                     |
| 74 | 2          | «Blood in the Water» «Кровь в воде»           | Дуэйн Кларк       | Дин Виденманн, Сунил Наяр                      | 26 сентября 2005 | 17.38               |
| Когда богатая семья оказывается в ловушке на горящей яхте в водах, кишащих акулами, CSI должны расследовать, как это произошло. |            |                                               |                   |                                                |                  |                     |
| 75 | 3          | «Prey» «Охота»                                | Скотт Лаутанен    | Кори Миллер, Барри О'Брайен                    | 3 октября 2005   | 18.67               |
| CSI должны расследовать темную сторону ночного клуба Майами, когда пропадает турист-подросток. Сара Дженнингс направлялась на Багамы через Майами для школьной поездки, когда бурная ночь вечеринок, выпивки и секса вышла из-под контроля. Теперь, чтобы найти ее, CSI должны выяснить, с кем она была и что произошло той ночью. Тем временем прошлое Горацио в Нью-Йорке всплывает на поверхность, когда на его столе оказывается старое нераскрытое дело. |            |                                               |                   |                                                |                  |                     |
| 76 | 4          | «48 Hours to Life» «48 часов жизни»           | Норберто Барба    | Марк Дюбэ, Джон Хейнс                          | 10 октября 2005  | 18.49               |
| Горацио и его команда пытаются придумать, как освободить невиновного молодого человека после того, как суровый допрос с Фрэнком Триппом отправил его в тюрьму. |            |                                               |                   |                                                |                  |                     |
| 77 | 5          | «Three-Way» «Три пути»                        | Джонатан Гласснер | Марк Гуггенхайм, Илди Модрович                 | 17 октября 2005  | 17.91               |
| Три домохозяйки из пригорода, проводившие девичник в Майами, становятся главными подозреваемыми, когда красивого мальчика у бассейна находят убитым. Когда Горацио узнают, что его команде предстоит неожиданная проверка эффективности, он должен доверить Келли, Эрику и Райану работать вместе, чтобы найти убийцу. Однако, когда они независимо исследуют улики, каждый обнаруживает, что их анализ указывает на другого убийцу. |            |                                               |                   |                                                |                  |                     |
| 78 | 6          | «Under Suspicion» «Под подозрением»           | Сэм Хилл          | Сунил Наяр, Барри О'Брайен                     | 24 октября 2005  | 19.94               |
| CSI приходится соревноваться со временем, когда все улики в деле об убийстве указывают на Горацио. Когда обнаруживают убитую женщину, Горацио признается, что видел ее и что он был последним, кто видел ее живой. Хотя доказательства логически указывают на Горацио как на убийцу, CSI теперь должны копать глубже, чтобы найти настоящего убийцу и выяснить, у кого будет мотив и метод, чтобы его подставить. |            |                                               |                   |                                                |                  |                     |
| 79 | 7          | «Felony Flight» «Убийственный полёт»          | Скотт Лаутанен    | Энн Донахью, Элизабет Дивайн, Энтони Зуикер    | 7 ноября 2005    | 18.39               |
| Осужденный серийный убийца сбегает после саботажа самолета, который летел с ним из Нью-Йорка в Майами, где он предположительно закопал тело. Покинув место крушения, мужчина устраивает серию убийств и похищает студента колледжа. Мак Тейлор прибывает в Майами, чтобы помочь Горацио и команде выследить убийцу, поскольку Мак первоначально арестовал этого человека в Нью-Йорке. Этот эпизод начинается с кроссовера с «CSI: Нью-Йорк» , который завершается « Охотой на Манхэттене ». |            |                                               |                   |                                                |                  |                     |
| 80 | 8          | «Nailed» «Пригвождённый»                      | Карен Гавиола     | Кори Миллер, Барри О'Брайен                    | 14 ноября 2005   | 19.36               |
| CSI призваны расследовать убийство молодой женщины, которая собиралась подписать документы о разводе. Вскоре муж оказывается идеальным подозреваемым. Единственная странность в этом деле — орудие убийства: пневмопистолет . Однако для команды все становится личным, когда на Райана нападают. |            |                                               |                   |                                                |                  |                     |
| 81 | 9          | «Urban Hellraisers» «Городские отморозки»     | Мэтт Эрл Бисли    | Дин Виденманн, Марк Гуггенхайм                 | 21 ноября 2005   | 19.36               |
| Эрик оказывается в центре ограбления в банке. Вскоре команда узнает, что ограбление банка является частью видеоигры под названием «Urban Hellraisers», действие которой происходит в реальной жизни. Чтобы остановить их, Райан должен сыграть в игру и продумать следующий шаг грабителей, прежде чем произойдет новое преступление. |            |                                               |                   |                                                |                  |                     |
| 82 | 10         | «Shattered» «В осколках»                      | Скотт Лаутанен    | Илди Модрович                                  | 28 ноября 2005   | 19.77               |
| Наркобарон застрелен в своем особняке в Коконат-Гроув, а арестованный на месте подозреваемый утверждает, что продает марихуану Делко. Рик Стетлер из отдела внутренних дел проводит расследование, и дело быстро становится личным, когда в дело вмешивается Горацио. Келли принимает важное решение относительно своей работы. |            |                                               |                   |                                                |                  |                     |
| 83 | 11         | «Payback» «Расплата»                          | Сэм Хилл          | Марк Дюбэ, Илди Модрович, Марк Гуггенхайм      | 19 декабря 2005  | 20.33               |
| Горацио охотится за мужчиной, ответственным за жестокое изнасилование женщины несколько лет назад, после того, как новая технология анализа ДНК признала осужденного насильника невиновным. Алекс и Эрик расследуют дело врача, пациент которого умер от токсического шока после аппендэктомии . |            |                                               |                   |                                                |                  |                     |
| 84 | 12         | «The Score» «Счёт»                            | Джонатан Гласснер | Барри О'Брайен                                 | 9 января 2006    | 20.15               |
| CSI расследует жестокое убийство мужчины, который учился знакомить женщин. Тем временем Горацио пытается помочь Марисоль, сестре Делко, арестованной по обвинению в наркотиках. |            |                                               |                   |                                                |                  |                     |
| 85 | 13         | «Silencer» «Молчун»                           | Эрнест Дикерсон   | Сунил Наяр                                     | 23 января 2006   | 19.69               |
| Мала Ноче снова наносят удар, и CSI предстоит уничтожить их раз и навсегда. Раскрываются главные тайны героев и их личной жизни. |            |                                               |                   |                                                |                  |                     |
| 86 | 14         | «Fade Out» «Занавес»                          | Скотт Лаутанен    | Кори Миллер                                    | 30 января 2006   | 20.43               |
| Когда доказательства показывают, что серия убийств связана с организованной преступностью, Горацио и его команда вместо этого приводят к паре студентов-кинематографистов, у которых есть сценарий, содержащий подробности преступлений. Тем временем Райан узнает, что его зрение ухудшается после того, как на него напали в «Пригвожденном» и что его карьера в качестве CSI и в криминальной лаборатории может оказаться под угрозой. |            |                                               |                   |                                                |                  |                     |
| 87 | 15         | «Skeletons» «Скелеты»                         | Карен Гавиола     | Элизабет Дивайн, Джон Хейнс                    | 6 февраля 2006   | 18.68               |
| Когда заклятый враг Горацио, Уолтер Ресден , нацеливается на кого-то из их прошлого, Горацио пытается его остановить. Отношения Делко с Натальей подвергаются испытанию, когда она думает, что может быть беременна. |            |                                               |                   |                                                |                  |                     |
| 88 | 16         | «Deviant» «Ненормальный»                      | Скотт Лаутанен    | Кристал Хотон                                  | 27 февраля 2006  | 18.43               |
| ДНК Алекс обнаруживают по всему ее району, где она подозревается в смерти осужденного растлителя малолетних. Команда CSI вскоре узнает, что у любого жителя района может быть мотив желать исчезновения этого человека. Команда должна выяснить, кто был настоящим убийцей, оклеветавшим Алекс |            |                                               |                   |                                                |                  |                     |
| 89 | 17         | «Collision» «Столкновение»                    | Сэм Хилл          | Дин Виденманн                                  | 6 марта 2006     | 18.61               |
| Ужасная автокатастрофа, унесшая жизнь женщины, оказалась делом об убийстве. Доказательства дают больше информации и еще одно тело. В ходе расследования Наталья признается в тайной истории насилия в браке, чтобы помочь раскрыть дело. |            |                                               |                   |                                                |                  |                     |
| 90 | 18         | «Double Jeopardy» «Двойная опасность»         | Скотт Лаутанен    | Брайан Дэвидсон                                | 13 марта 2006    | 19.01               |
| Окружной прокурор Майами-Дейд проигрывает широко разрекламированное дело об убийстве, в котором муж обвиняется в убийстве своей молодой невесты, а затем сбросе ее тела в озеро. Однако тело женщины было обнаружено после завершения суда, а пункт о «двойном привлечении к ответственности» исключает возможность повторного суда над мужем. Теперь, когда CSI опасается, что справедливость может не восторжествовать, новые данные свидетельствуют о том, что муж, возможно, сначала практиковался на другой жертве, и Горацио полагает, что CSI может добиться повторного суда над мужем на других основаниях. |            |                                               |                   |                                                |                  |                     |
| 91 | 19         | «Driven» «Угон»                               | Эгиль Эгилссон    | Илди Модрович                                  | 20 марта 2006    | 19.86               |
| После того, как группа богатых молодых женщин украла автомобили из роскошного спа-салона, доказательства заставляют CSI полагать, что это часть гораздо более крупного мошенничества с рубкой автомобилей, и каждая из этих женщин стала жертвой ограбления дома. Ситуация ухудшается, когда Горацио обнаруживает, что Марисоль также была в спа-центре во время ограбления, и начинает защищать ее теперь, когда ее жизнь находится под угрозой. Тем временем Райану предстоит разобраться с последствиями замерзания во время рейда на цех. |            |                                               |                   |                                                |                  |                     |
| 92 | 20         | «Free Fall» «Свободное падение»               | Скотт Лаутанен    | Марк Дюбэ                                      | 10 апреля 2006   | 17.16               |
| Команда CSI должна попытаться выяснить, кто пытается убить молодую пару (представленную в 86 серии), вышедшую из тюрьмы. Пара, ставшая «любимцами СМИ» типа Бонни и Клайда, вскоре обнаруживает, что не все считают их таковыми. Келли должна работать с бывшим другом, чтобы помочь раскрыть дело. |            |                                               |                   |                                                |                  |                     |
| 93 | 21         | «Dead Air» «Мёртвый воздух»                   | Сэм Хилл          | Джон Хейнс                                     | 24 апреля 2006   | 18.74               |
| Команда CSI должна найти женщину, которая была похищена и набрала неправильный номер на своем мобильном телефоне. Чтобы найти ее, команда должна сначала выяснить, с кем пыталась связаться похищенная женщина. Марисоль предстоит принять трудное решение, и Горацио ей помогает. Наталья удивлена, когда Райан просит разрешения Делко пригласить ее на свидание. |            |                                               |                   |                                                |                  |                     |
| 94 | 22         | «Open Water» «Открытая вода»                  | Скотт Лаутанен    | Марк Дюбэ, Илди Модрович                       | 1 мая 2006       | 19.31               |
| Круизный лайнер, пришвартованный в Майами, стал местом двойного убийства. Команда расследует длинный список потенциальных подозреваемых, и вскоре список резко сокращается, когда CSI обнаруживает, что из каюты жертвы пропала большая сумма денег. Отношения Горацио и Марисоль развиваются дальше. |            |                                               |                   |                                                |                  |                     |
| 95 | 23         | «Shock (Part 1)» «Шок»                        | Карен Гавиола     | Брайан Дэвидсон, Кори Миллер                   | 8 мая 2006       | 19.96               |
| Во время знаменитой домашней вечеринки наследницу находят убитой током в собственной ванне. В список подозреваемых входят ее бойфренд-музыкант, ее ассистент и ее главная конкурентка в модельном бизнесе. Делко узнает, что Горацио и Марисоль скоро поженятся, и испытывает смешанные чувства по поводу их свадьбы. |            |                                               |                   |                                                |                  |                     |
| 96 | 24         | «Rampage (Part 2)» «Беспредел»                | Дуэйн Кларк       | Энн Донахью, Сунил Наяр                        | 15 мая 2006      | 17.50               |
| Суд над бандой Мала Ноче останавливается, когда обвиняемый сбегает с помощью фальшивого свидетеля и вооруженного преступника в зале. Делко обнаруживает, что красивый, но встревоженный бывший любовник преследует любую женщину, которая ему теперь близка, включая его сестру. Когда банда Мала Ноче приказывает нанести удар по Горацио, Марисоль находят тяжело раненую снайперской пулей. Когда преступника находят, Кейн и Делко становятся линчевателями, ищущими справедливости. |            |                                               |                   |                                                |                  |                     |
| 97 | 25         | «One of Our Own (Part 3)» «Один из нас самих» | Мэтт Эрл Бисли    | Барри О'Брайен, Кристал Хотон, Элизабет Дивайн | 22 мая 2006      | 19.96               |
| Горацио и Делко обыскивают Майами, чтобы раз и навсегда уничтожить банду Мала Ноче. После очередной стрельбы, связанной с Мала Ноче, офицер Аарон Джессоп убит ловушкой с ручной гранатой на месте преступления. Стремление положить конец преступной деятельности оказывается под угрозой, когда федеральные агенты во главе с агентом Гленом Коулом совершают рейд в лабораторию CSI в поисках пропавших денежных доказательств по неизвестной информации. Напряженность нарастает по мере того, как обнаруживаются источник наводки и похититель денег. Возможная поимка лидера банды Антонио Риаса создает дополнительные проблемы после того, как он заключает сделку о признании вины и депортируется в Бразилию, оставляя Кейна и Делко с новой миссией по поиску справедливости. |            |                                               |                   |                                                |                  |                     |

### Сезон 5: 2006—2007
| № общий | № в сезоне | Название                                           | Режиссёр         | Автор сценария                   | Дата премьеры    | Зрители в США (млн) |
| --- | ---------- | -------------------------------------------------- | ---------------- | -------------------------------- | ---------------- | ------------------- |
| 98 | 1          | «Rio (Part 4)» «Рио»                               | Джо Чаппелль     | Сунил Наяр                       | 18 сентября 2006 | 17.62               |
| Горацио и Делко отправляются в Рио и обнаруживают, что Риаз, человек, ответственный за убийство Марисоль, освобожден из-под стражи. Там Горацио встречает Елину и узнает, что его брат может быть связан с Риазом. Тем временем Рэй-младший. соглашается на работу от Риаза по доставке наркотиков в Майами, не подозревая о недавней смерти своего отца. Риаза наконец находят в Рио, и он умирает в драке на ножах с Делко и Кейном. Вернувшись в Майами, Наталья, теперь работающая детективом, помогает Райану расследовать смерть женщины от избиения, и ее неопытность приводит к проблемам для Келли в офисе. Кейну, который теперь тоже вернулся в Майами, удается выследить и спасти своего племянника. |            |                                                    |                  |                                  |                  |                     |
| 99 | 2          | «Going Under» «Под прикрытием»                     | Мэтт Эрл Бисли   | Марк Дюбэ, Джон Хейнс            | 25 сентября 2006 | 17.79               |
| Обычное расследование убийства в отеле становится более сложным, когда неизвестный автомобиль врезается в «Хаммер» Келли в водоем, ставя под угрозу большую часть улик, собранных на месте происшествия. Выяснилось, что жертва была агентом под прикрытием в байкерской банде Crypt Kings, работавшим вместе с другим оперативником по имени Джейк Беркли , бывшим одноклассником и парнем Келли по Академии. Дальнейшее расследование деятельности банды выявило орудие убийства как устройство CornerShot , а также причастность банды к торговле оружием . |            |                                                    |                  |                                  |                  |                     |
| 100 | 3          | «Death Pool 100» «Ставка на смерть»                | Сэм Хилл         | Энн Донахью, Элизабет Дивайн     | 2 октября 2006   | 17.90               |
| Команда расследует ограбление и подозрительное двойное убийство на вечеринке « Шик-блинг », устроенной известным в городе дизайнером ювелирных украшений . Вскоре они обнаруживают, что одна из жертв, знаменитость по имени Дакота Хадсон, была внесена в « Список смертников 100 ». Расследования направлены против тех, кто был готов нажиться на ее безвременной смерти, что в конечном итоге привело к раскрытию поддельных бриллиантов, офшорных азартных игр и подделок . Райан также застал смущенной Келли, держащую в руках « супербанкноты », связанные с мертвым пулом. |            |                                                    |                  |                                  |                  |                     |
| 101 | 4          | «If Looks Could Kill» «Если бы взгляд мог убивать» | Скотт Лаутанен   | Илди Модрович, Барри О'Брайен    | 9 октября 2006   | 17.60               |
| Команда расследует смерть известного мужчины-модели после того, как его тело было обнаружено застрявшим под лодкой. Позже они раскрывают болезненную и извращенную тайну агентства, в котором он работал, когда другая модель падает насмерть из отеля. |            |                                                    |                  |                                  |                  |                     |
| 102 | 5          | «Death Eminent» «Выдающаяся смерть»                | Эгиль Эгилссон   | Кори Миллер, Брайан Дэвидсон     | 16 октября 2006  | 18.12               |
| В пустом доме найдено тело местного политика. Весь район был расстроен тем, что он поддерживал использование выдающихся владений, позволяя правительству вытеснять их из домов. В период расследования некоторым членам команды приходится иметь дело со своими врагами в прошлом, а некоторым приходится смириться с характером профессии, которой они занимаются. |            |                                                    |                  |                                  |                  |                     |
| 103 | 6          | «Curse of the Coffin» «Проклятье гроба»            | Джо Чаппелль     | Сунил Наяр, Кристал Хотон        | 23 октября 2006  | 17.83               |
| Когда верующую Сантерию, смесь католицизма и африканского вуду, находят убитой перед ее храмом жертвоприношений животных, в лаборатории CSI начинают происходить странные инциденты, и люди предполагают, что лаборатория проклята. Однако дело принимает неожиданный поворот, когда криминалисты обнаруживают, что жертва могла быть убита в результате запутанного заговора с украденным золотом. |            |                                                    |                  |                                  |                  |                     |
| 104 | 7          | «High Octane» «Высокий октан»                      | Сэм Хилл         | Марк Дюбэ                        | 6 ноября 2006    | 16.80               |
| После аварии, в которой водитель был обезглавлен во время опасного трюка, доказательства заставляют следователей полагать, что это был нечто большее, чем просто несчастный случай. Собирая доказательства, CSI обнаруживают, что им придется погрузиться в мир «интермедий». |            |                                                    |                  |                                  |                  |                     |
| 105 | 8          | «Darkroom» «Тёмная комната»                        | Карен Гавиола    | Джон Хейнс                       | 13 ноября 2006   | 18.77               |
| Убийство и похищение становятся личными, когда ДНК с места преступления показывает, что сестра Натальи Аня ( Натали Моралес ) - одна из похищенных женщин, которых они ищут. Команда находит сейф, полный фотографий пропавших женщин, и они должны найти фотографа, который использовал свою камеру, чтобы заманить ничего не подозревающих женщин. Этот эпизод был основан на рассказе фотографа Уильяма Ричарда Брэдфорда , который фотографировал сестру Евы ЛаРю |            |                                                    |                  |                                  |                  |                     |
| 106 | 9          | «Going Going Gone» «Выход, выход, смерть»          | Мэтт Эрл Бисли   | Элизабет Дивайн                  | 20 ноября 2006   | 18.54               |
| После того, как молодую женщину ( Элизабет Хендриксон ) находят мертвой вскоре после того, как ее продали на благотворительном аукционе, команда обнаруживает, что женщина пыталась раскрыть истинную природу хозяйки мероприятия. По мере того, как команда углубляется в расследование, они вскоре обнаруживают более масштабный заговор, который может подвергнуть Майами опасности. |            |                                                    |                  |                                  |                  |                     |
| 107 | 10         | «Come As You Are» «Признание, как оно есть»        | Джо Чаппелль     | Брайан Дэвидсон                  | 27 ноября 2006   | 17.13               |
| Вербовщик морской пехоты найден мертвым на гражданском стрельбище с различными пулевыми отверстиями, но крови на месте происшествия нет. CSI выясняют, что жертва была мертва до того, как в него стреляли, и что его тело вытащили на полигон. По мере продвижения дела Горацио приходит к выводу, что убийство может быть связано со смертью морского пехотинца в Ираке, погибшего в бою. Наталья потрясена, узнав, что Ник пригласил Валеру на свидание, и она согласилась. |            |                                                    |                  |                                  |                  |                     |
| 108 | 11         | «Backstabbers» «Рикошет»                           | Джина Ламар      | Барри О'Брайен                   | 11 декабря 2006  | 16.00               |
| Когда подозреваемая в терроризме Соня Барак становится целью ее собственного народа для убийства, она бежит, и Горацио намеревается схватить ее, чтобы защитить ее и привлечь к ответственности. Келли и Райан расследуют дело, когда в багажнике машины Сони находят труп. |            |                                                    |                  |                                  |                  |                     |
| 109 | 12         | «Internal Affairs» «Внутреннее расследование»      | Скотт Лаутанен   | Кори Миллер                      | 8 января 2007    | 16.01               |
| Ника убивают в своей квартире, а Наталью арестовывают за это преступление, когда улики на месте происшествия свидетельствуют о том, что она убила его, но Горацио пытается очистить ее имя. Доказательства также показывают, что Делко и Ник поссорились ранее в тот же день. В другом случае богатый одинокий мужчина найден мертвым в своем особняке, а на нем стоит книжная полка с гранитной столешницей. Расследование показывает, что жертва посещала терапевта, который внезапно отказался от него в качестве пациента. Внезапно обнаруживается, что эти два случая связаны. |            |                                                    |                  |                                  |                  |                     |
| 110 | 13         | «Throwing Heat» «Жар»                              | Джо Чаппелль     | Кристал Хотон                    | 22 января 2007   | 18.85               |
| После того, как Фрэнк наступил на мину на месте преступления, Горацио и специалисты по взрывчатке должны обезвредить бомбу. На Делко подан крупный судебный иск после расследования домашнего спора. |            |                                                    |                  |                                  |                  |                     |
| 111 | 14         | «No Man's Land (Part 1)» «Ничейная земля»          | Скотт Лаутанен   | Доминик Абейта                   | 5 февраля 2007   | 18.43               |
| Жизни двух CSI подвергаются опасности, когда возвращается старый враг Горацио. Когда грузовик, полный конфискованного оружия, угоняют и оружие выдают обратно публике, Горацио связывает преступление с Клаво Крусом, человеком, которого он посадил за убийство много лет назад. Однако в день предъявления обвинения Клаво в здание суда запускается конфискованная ракета, чтобы помочь ему сбежать, вместе с Алексом внутри. Тем временем Келли и Райан расследуют случай, когда одиннадцатилетний мальчик был застрелен одним из украденных оружий. Эпизод заканчивается шокирующим откровением о том, что Делко было нанесено ранение в голову.                                                            |            |                                                    |                  |                                  |                  |                     |
| 112 | 15         | «Man Down (Part 2)» «Покойник»                     | Карен Гавиола    | Илди Модрович                    | 12 февраля 2007  | 19.90               |
| После засады на автостоянке Делко борется за свою жизнь после ранения в голову. Расследование показывает, что Круз может быть причастен к продаже нелегальных африканских алмазов. |            |                                                    |                  |                                  |                  |                     |
| 113 | 16         | «Broken Home» «Разбитый дом»                       | Сэм Хилл         | Барри О'Брайен, Кристал Хотон    | 19 февраля 2007  | 19.23               |
| Родители няни убиты на территории престижного района, где она присматривает за 12-летним мальчиком. Расследование показывает, что родители мальчика были накачаны наркотиками на вечеринке неподалёку и что по соседству живет вор, который может быть причастен к преступлениям. Кроме того, Горацио исследует темное прошлое врача, включающее множество мертвых пациентов. По мотивам фильмов «Когда звонит незнакомец» и «убийства Гарольда Шипмана». |            |                                                    |                  |                                  |                  |                     |
| 114 | 17         | «A Grizzly Murder» «Медведь-убийца»                | Эгиль Эгилссон   | Элизабет Дивайн, Брайан Дэвидсон | 26 февраля 2007  | 17.42               |
| Черный медведь напал на охотника и убил его, но есть основания полагать, что жертва могла быть подставлена в качестве приманки. Расследование показывает, что смерть могла быть прикрытием убийства дорогостоящей проститутки и ее телохранителя, которые были частью нелегальной сети проституток, обслуживающей элитных клиентов в Майами. |            |                                                    |                  |                                  |                  |                     |
| 115 | 18         | «Triple Threat» «Тройная угроза»                   | Скотт Лаутанен   | Сунил Наяр, Кори Миллер          | 19 марта 2007    | 17.66               |
| Богатый застройщик убит в шикарном особняке, где проводится обед, организованный его женой, чтобы собрать деньги для детской больницы. Позже на стройке, принадлежавшей потерпевшему, обнаружено отрубленное тело женщины. Также коллеги Делко опасаются, что он может оказаться не готов вернуться к работе после того, как допустит ошибку в ходе расследования. |            |                                                    |                  |                                  |                  |                     |
| 116 | 19         | «Bloodline» «Кровные узы»                          | Кэри Мейер       | Марк Дюбэ, Джон Хейнс            | 9 апреля 2007    | 16.11               |
| Горацио подозревает, что начальник округа и владельцы казино из числа коренных американцев могут быть причастны к убийству, когда рядом с игорным заведением находят скальпированную жертву. |            |                                                    |                  |                                  |                  |                     |
| 117 | 20         | «Rush» «Гонка»                                     | Сэм Хилл         | Илди Модрович, Кристал Хотон     | 16 апреля 2007   | 15.36               |
| Горацио расследует убийство кинозвезды в реабилитационном центре знаменитостей. Расследование показывает, что откровенные признания актера во время лечения, включая некоторые опасные секреты, могли непосредственно привести к его смерти. |            |                                                    |                  |                                  |                  |                     |
| 118 | 21         | «Just Murdered» «Недавно убитые»                   | Эгиль Эгилссон   | Тай Скотт                        | 23 апреля 2007   | 17.24               |
| Спорный развод становится смертельным, когда любовницу мужа убивают, а за ним следуют и другие трупы. |            |                                                    |                  |                                  |                  |                     |
| 119 | 22         | «Burned» «Сгоревший»                               | Энтони Хемингуэй | Кори Эветт, Мэтт Партни          | 30 апреля 2007   | 17.24               |
| Мужчина погиб в результате пожара в своем доме, но его девушка сбегает. Тем временем Горацио должен уволить Райана, когда он не сообщает, что знал одного из подозреваемых. |            |                                                    |                  |                                  |                  |                     |
| 120 | 23         | «Kill Switch» «Переключатель»                      | Скотт Лаутанен   | Марк Дюбэ, Кори Миллер           | 7 мая 2007       | 17.18               |
| После убийства подозреваемого в угоне автомобиля команда обнаруживает, что он мог быть связан с грозным наркобароном и подозревался в утечке наркотиков за пределы Майами. |            |                                                    |                  |                                  |                  |                     |
| 121 | 24         | «Born to Kill» «Рождённый убивать»                 | Карен Гавиола    | Сунил Наяр, Энн Донахью          | 14 мая 2007      | 16.63               |
| Горацио охотится за серийным убийцей, который маркирует своих жертв знаком «Y». Когда производится арест, выясняется, что предполагаемый преступник обладает предполагаемым «геном-убийцей» из-за лишней Y-хромосомы. Но как только криминалисты считают, что дело закрыто, убийства начинаются снова. |            |                                                    |                  |                                  |                  |                     |

### Сезон 6: 2007—2008
| № общий | № в сезоне | Название                                                        | Режиссёр          | Автор сценария                           | Дата премьеры    | Зрители в США (млн) |
| --- | ---------- | --------------------------------------------------------------- | ----------------- | ---------------------------------------- | ---------------- | ------------------- |
| 122 | 1          | «Dangerous Son» «Опасный сын»                                   | Сэм Хилл          | Марк Дюбэ, Кристал Хотон                 | 24 сентября 2007 | 15.08               |
| Горацио расследует убийство офицера службы пробации и вскоре приходит к выводу, что одним из главных подозреваемых в преступлении может быть сын, о существовании которого он даже не подозревал. Чтобы подтвердить свои подозрения, он нанимает Елину для расследования биографии мальчика. Позже жену тюремного охранника похищают и требуют выкуп. |            |                                                                 |                   |                                          |                  |                     |
| 123 | 2          | «Cyber-lebrity» «Киберзнаменитость»                             | Мэтт Эрл Бисли    | Кори Эветт, Мэтт Партни                  | 1 октября 2007   | 14.72               |
| Сталкеры превратили невинную звезду плавания-подростка в секс-символ, расклеив ее фотографии по всему Интернету, что вызвало осложнения для команды CSI, когда парень пловчихи был убит во время ее соревнований по плаванию. Горацио нанимает Райана Вульфа, чтобы тот защищал девушку во время поисков убийцы. Кроме того, Горацио может оказаться в опасности после того, как утечка информации от большого жюри показала прессе, что он давал показания по делу о мафии. |            |                                                                 |                   |                                          |                  |                     |
| 124 | 3          | «Inside Out» «Из-под стражи»                                    | Джина Ламар       | Сунил Наяр, Джон Хейнс                   | 8 октября 2007   | 14.45               |
| После того, как сын Горацио пропадает во время нападения на тюремный транспорт, Горацио должен его найти. Узнав личность Кайла, он ставит цель добраться до лейтенанта Кейна, который должен найти его, пока не стало слишком поздно. Трипп также попадает в беду, когда подозревается, что он застрелил глухую женщину во время побега заключенных. Тем временем Райан вызывает напряженность в отношениях со своими бывшими коллегами, когда его нанимают в качестве свидетеля-эксперта защиты.                                                                                       |            |                                                                 |                   |                                          |                  |                     |
| 125 | 4          | «Bang, Bang, Your Debt» «Бах, бах, твой долг»                   | Карен Гавиола     | Брайан Дэвидсон, Барри О'Брайен          | 15 октября 2007  | 15.59               |
| Молодая женщина умирает от отравления угарным газом, но мужчина, находившийся с ней, выживает, что, по всей видимости, является сговором о самоубийстве, связанным с их долгом по кредитной карте. Тем временем Делко начинает видеться со своим мертвым коллегой Тимом Спидлом из-за галлюцинаций, возникших в результате черепно-мозговой травмы, которую он получил в предыдущем сезоне, а техник Дэн Купер оказывается под угрозой после того, как его поймали с использованием украденной кредитной карты Спидла.                                                                  |            |                                                                 |                   |                                          |                  |                     |
| 126 | 5          | «Deep Freeze» «Глубокая заморозка»                              | Сэм Хилл          | Элизабет Дивайн                          | 22 октября 2007  | 15.66               |
| Легендарный футбольный герой зарезан во время разговора с репортером по телефону. Дело сразу же сталкивается с загвоздкой, когда лаборатории не разрешают забрать тело из-за желания жертвы быть криогенно замороженной. Судя по всему, мотивом было ограбление, но по мере углубления расследования выяснилось, что не все почитали спортивную икону. Кроме того, Стетлер узнает об отношениях между Келли и Джейком и оказывает на них давление, чтобы они прекратили их. |            |                                                                 |                   |                                          |                  |                     |
| 127 | 6          | «Sunblock» «Солнечное затмение»                                 | Кристин Мур       | Кори Миллер                              | 29 октября 2007  | 14.85               |
| Мужчина задушен возле бассейна отеля во время полного солнечного затмения, и доказательства, найденные на месте происшествия, позволяют предположить, что убийца, возможно, не был полностью человеком. Двенадцать часов спустя аналогичным образом убивают женщину в своей квартире. Расследование показало, что первая жертва торговала наркотиками из кабинки отеля, а вторая жертва большую часть времени проводила в интернет-чатах. Кроме того, Райана восстанавливают в должности, а Алекс доставляют в больницу после того, как она потеряла сознание в лаборатории.            |            |                                                                 |                   |                                          |                  |                     |
| 128 | 7          | «Chain Reaction» «Цепная реакция»                               | Скотт Лаутанен    | Брайан Дэвидсон, Кори Эветт, Мэтт Партни | 5 ноября 2007    | 14.07               |
| Модель погибает от удара электрическим током на подиуме во время показа мод, и расследование показывает, что смерть была не несчастным случаем, а убийством. Расследование также обнаруживает доказательства того, что жертва связана с человеком, который похитил сына Горацио, а это может означать, что Кайл находится в большей опасности, чем опасался Горацио. |            |                                                                 |                   |                                          |                  |                     |
| 129 | 8          | «Permanent Vacation» «Долгие каникулы»                          | Эгиль Эгилссон    | Барри О'Брайен, Кристал Хотон            | 12 ноября 2007   | 15.46               |
| Молодой человек застрелен в лифте отеля, и убийство, судя по всему, связано с созданием банды. Между тем, каждый член семьи жертвы стремится отомстить стрелку. |            |                                                                 |                   |                                          |                  |                     |
| 130 | 9          | «Stand Your Ground» «Стой на месте»                             | Джо Чаппелль      | Марк Дюбэ, Джон Хейнс                    | 19 ноября 2007   | 15.83               |
| Келли может попасть в беду после того, как окажется в перестрелке вне служебных обязанностей. Тем временем перестрелка приводит детективов к отдельному убийству, которое связано с торговцами наркотиками. |            |                                                                 |                   |                                          |                  |                     |
| 131 | 10         | «CSI: My Nanny» «Моя няня»                                      | Джонатан Гласснер | Кори Миллер, Кристал Хотон               | 26 ноября 2007   | 15.58               |
| Няня богатой семьи убита во время роскошной вечеринки. Расследование показывает, что жертву только что уволила с работы ревнивая мать детей, а из домашнего сейфа пропали 250 000 долларов. Число подозреваемых увеличивается, когда команда обнаруживает в комнате скрытую камеру и что мертвая няня и предыдущая няня знали эту комбинацию. |            |                                                                 |                   |                                          |                  |                     |
| 132 | 11         | «Guerillas in the Mist» «Контрабандисты во мгле»                | Кэри Мейер        | Брайан Дэвидсон, Барри О'Брайен          | 10 декабря 2007  | 14.11               |
| Трое торговцев оружием убиты новым высокотехнологичным оружием под названием «Испаритель». А после того, как Горацио берет интервью у генерального директора оборонного подрядчика, изготовившего оружие, он тоже оказывается мертвым. |            |                                                                 |                   |                                          |                  |                     |
| 133 | 12         | «Miami Confidential» «Конфиденциальность Майами»                | Сэм Хилл          | Марк Дюбэ                                | 17 декабря 2007  | 14.01               |
| Расследуя убийство молодой женщины, криминалисты обнаруживают в ее квартире лабораторию по производству метамфетамина и беспринципного агента ФБР, ведущего собственную тайную жизнь. |            |                                                                 |                   |                                          |                  |                     |
| 134 | 13         | «Raising Caine» «Растя Кейна»                                   | Джина Ламар       | Сунил Наяр                               | 14 января 2008   | 14.80               |
| Миллиардера убивают в своем доме в Майами незадолго до того, как он успел подписать важный юридический документ. Когда Горацио прибывает на место происшествия, он потрясен, обнаружив, что вдова жертвы - его бывшая любовница и мать Кайла. Она также является главной подозреваемой в убийстве своего мужа. В суде Кайл предстает перед судом за похищение, и его мать ясно дает понять, что сделает все, чтобы вернуть ему опеку. |            |                                                                 |                   |                                          |                  |                     |
| 135 | 14         | «You May Now Kill the Bride» «А теперь вы можете убить невесту» | Эгиль Эгилссон    | Барри О'Брайен                           | 24 марта 2008    | 16.06               |
| CSI расследует смерть невесты, что приводит их в стриптиз-клуб для расследования. По мере продолжения расследования CSI выясняет, что невеста, возможно, не была целью убийцы. |            |                                                                 |                   |                                          |                  |                     |
| 136 | 15         | «Ambush (Part 1)» «Засада»                                      | Сэм Хилл          | Кори Эветт, Мэтт Партни                  | 31 марта 2008    | 15.65               |
| CSI находят тело Кэтлин Ньюберри, но полученные ею деньги пропали. Горацио еще раз навещает Джулию Уинстон, но Джулия арестовывает Горацио за убийство Антонио Риаса и экстрадирует его в Бразилию. Расследуя дело, Келли узнает, что ее фотографии с места преступления были украдены и размещены в Интернете. Веб-сайт в конечном итоге приводит к бывшему лаборанту Дэну Куперу, у которого есть личная неприязнь к Келли. Келли похищает кто-то, кто знает ее через Интернет. |            |                                                                 |                   |                                          |                  |                     |
| 137 | 16         | «All In (Part 2)» «Всё внутри»                                  | Джо Чаппелль      | Кристал Хотон                            | 1 апреля 2008    | 14.23               |
| Похитители Келли хотят, чтобы она скрыла убийство. Горацио возвращается из Бразилии, и он и его команда стремятся найти Келли, прежде чем ее похитители решат, что она больше не нужна. |            |                                                                 |                   |                                          |                  |                     |
| 138 | 17         | «To Kill a Predator» «Убить хищника»                            | Мэтт Эрл Бисли    | Брайан Дэвидсон                          | 21 апреля 2008   | 14.38               |
| Команда приступает к действиям, чтобы остановить линчевателя, который выслеживает и убивает интернет-хищников, разоблаченных в шоу, которое заманивает хищников, притворяясь девочками-подростками. Горацио заканчивает эпизод, готовясь пытать хищника, утверждая, что тот сопротивлялся аресту. |            |                                                                 |                   |                                          |                  |                     |
| 139 | 18         | «Tunnel Vision» «Вид из тоннеля»                                | Карен Гавиола     | Тамара Яронь                             | 28 апреля 2008   | 13.88               |
| После того, как тело обнаружено в провале, расследование смерти жертвы приводит команду к ограблению, цель которого хранит шокирующую тайну. |            |                                                                 |                   |                                          |                  |                     |
| 140 | 19         | «Rock and a Hard Place» «Камень и неудачное место»              | Джина Ламар       | Марк Дюбэ                                | 5 мая 2008       | 14.11               |
| Когда сын Алекс становится подозреваемым в убийстве, его спасение имеет ужасные последствия. Алекс решает уйти с работы коронера, когда понимает, что проводит слишком много времени с мертвыми. Она уезжает, чтобы проводить больше времени со своей семьей, от которой она отдалилась. |            |                                                                 |                   |                                          |                  |                     |
| 141 | 20         | «Down to the Wire» «По проводам»                                | Эгиль Эгилссон    | Сунил Наяр                               | 12 мая 2008      | 13.92               |
| Горацио противостоит частному сыщику (Том Сайзмор), который систематически уничтожает команду. Келли отстранили от дела из-за ее недавнего похищения, как и Эрика из-за стрельбы в пятом сезоне. Дело о том, что мужчина был убит после розыгрыша звонка в службу 911. |            |                                                                 |                   |                                          |                  |                     |
| 142 | 21         | «Going Ballistic (Part 1)» «Баллистик»                          | Сэм Хилл          | Кори Миллер                              | 19 мая 2008      | 16.26               |
| Мужчина погиб, упав с пустующего многоэтажного дома. Когда на место происшествия прибывает новый судмедэксперт Шеннон Хиггинс, чтобы осмотреть тело, она получает ранение в голову и почти сразу умирает, что спровоцировало перестрелку между полицией Майами и невидимым стрелком. Следствие установило, что мужчина занимался незаконной торговлей боеприпасами. Но дело становится личным, когда Горацио связывает жертву с отчимом Кайла. В конце эпизода Горацио, судя по всему, смертельно застрелен неизвестным убийцей. Тогда убийца сам отправляет Вулфу сообщение: «Готово». |            |                                                                 |                   |                                          |                  |                     |

### Сезон 7: 2008—2009
| № общий | № в сезоне | Название                                                        | Режиссёр            | Автор сценария          | Дата премьеры    | Зрители в США (млн) |
| --- | ---------- | --------------------------------------------------------------- | ------------------- | ----------------------- | ---------------- | ------------------- |
| 143 | 1          | «Resurrection (Part 2)» «Воскрешение»                           | Джо Чаппелль        | Барри О'Брайен          | 22 сентября 2008 | 17.23               |
| Команда ищет человека, который застрелил Горацио, когда он стоял на взлетной полосе аэропорта. Быстро появляются несколько подозреваемых, и один из них является членом команды. Расследование побуждает команду выслеживать и восстанавливать случаи пуль из плавленых сплавов, способных пробить бронетехнику, которая уже наводнила улицы Майами. |            |                                                                 |                     |                         |                  |                     |
| 144 | 2          | «Won't Get Fueled Again» «Не быть подожжённым снова»            | Мэтт Эрл Бисли      | Кори Эветт, Мэтт Партни | 29 сентября 2008 | 14.35               |
| Подожженный мужчина врезался в пляжную вечеринку и погиб на песке. Расследование показывает, что жертва была причастна к краже бензина из дорогих автомобилей и что он, возможно, стал жертвой гораздо более серьезного преступления. К команде присоединяется новый судмедэксперт Тара Прайс. |            |                                                                 |                     |                         |                  |                     |
| 145 | 3          | «And How Does That Make You Kill?» «Что побудило вас убивать?»  | Сэм Хилл            | Тамара Яронь            | 6 октября 2008   | 13.88               |
| Смерть дочери психиатра имеет досадные осложнения, когда Эрик обнаруживает, что он один из ее пациентов. Валера возвращается, и в лабораторию приходит новый техник по отслеживанию, Майкл Трэверс. |            |                                                                 |                     |                         |                  |                     |
| 146 | 4          | «Raging Cannibal» «Свирепый канибалл»                           | Джина Ламар         | Брайан Дэвидсон         | 13 октября 2008  | 13.22               |
| Двое мужчин, найденные мертвыми в Эверглейдс, один из которых имел признаки жертвы каннибала, могут быть связаны с залом смешанных единоборств, которым управляет теневой россиянин. |            |                                                                 |                     |                         |                  |                     |
| 147 | 5          | «Bombshell» «Бомба»                                             | Эрик Мирич          | Марк Дюбэ               | 20 октября 2008  | 13.51               |
| Горацио вмешивается, когда Джулию ловят на подбрасывании чеков, а затем вмешивается, когда Кайл дерется с соседом. Когда сосед оказывается мертвым, Горацио грозит посадить сына за решетку. Между тем, является ли взрыв в высококлассном бутике, в результате которого погибла 17-летняя девушка, случайным действием или жертва была объектом нападения? |            |                                                                 |                     |                         |                  |                     |
| 148 | 6          | «Wrecking Crew» «Разрушительная команда»                        | Джо Чаппелль        | Кори Миллер             | 3 ноября 2008    | 12.74               |
| Во время суда над большой бандой на глазах у двух детективов убивают свидетеля, что вынуждает команду искать другой способ уничтожить лидера банды. |            |                                                                 |                     |                         |                  |                     |
| 149 | 7          | «Cheating Death» «Обманывая смерть»                             | Сэм Хилл            | Кристал Хотон           | 10 ноября 2008   | 13.82               |
| Горацио и его команда детективов расследуют убийство мошенника, который вовлекал замужних женщин в секс, чтобы украсть их деньги. Они не пошли в полицию, потому что не хотели, чтобы их мужья узнали, что они им изменили. Их находит в отеле менеджер: женщина вся в крови, не помнящая, что произошло, а мужчина прикован наручниками к столбику кровати и зарезан. Команда считает, что это было либо убийство из мести одной из женщин или их мужей, либо это могло быть что-то большее? |            |                                                                 |                     |                         |                  |                     |
| 150 | 8          | «Gone Baby Gone» «Прощай, малыш, прощай»                        | Кэри Мейер          | Доминик Абейта          | 17 ноября 2008   | 15.46               |
| 10-месячную девочку похищают у матери в ресторане на открытом воздухе мужчина и женщина. Вскоре требуют выкуп в размере 500 000 долларов, но Келли призывает родителей не платить его, чтобы обеспечить сохранение жизни девочки. Расследование показывает, что за похищением может оказаться кто-то более близкий к делу, чем предполагалось на первый взгляд. |            |                                                                 |                     |                         |                  |                     |
| 151 | 9          | «Power Trip» «Электрический разряд»                             | Джо Чаппелль        | Кори Эветт, Мэтт Партни | 24 ноября 2008   | 14.33               |
| Труп с такими же ранами, как и в предыдущем убийстве, приводит к контакту чрезмерно рьяного детектива с командой. Но является ли он чем-то большим, чем просто обиженный полицейский? |            |                                                                 |                     |                         |                  |                     |
| 152 | 10         | «The DeLuca Motel» «Мотель ДеЛюка»                              | Джина Ламар         | Сунил Наяр              | 8 декабря 2008   | 13.79               |
| Когда стрелок нацелен на мотель, где остановился Делко, Горацио должен заглянуть в прошлое Делко, чтобы найти убийцу. |            |                                                                 |                     |                         |                  |                     |
| 153 | 11         | «Tipping Point» «Точка отсчёта»                                 | Марко Блэк          | Брайан Дэвидсон         | 15 декабря 2008  | 14.56               |
| CSI расследуют убийство соседского благодеятеля, известного на улицах как преподобный Майк за его работу по предотвращению попадания детей в банды. |            |                                                                 |                     |                         |                  |                     |
| 154 | 12         | «Head Case» «Причина в голове»                                  | Сэм Хилл            | Тамара Яронь            | 12 января 2009   | 15.83               |
| Команда CSI использует радикальные технологии и пытается раскрыть тайну человека, залитого кровью и не помнящего о своем происхождении. |            |                                                                 |                     |                         |                  |                     |
| 155 | 13         | «And They're Offed» «И они сорвались с места»                   | Мэтт Эрл Бисли      | Барри О'Брайен          | 19 января 2009   | 14.58               |
| Делко и Келли расследуют убийство, совершенное на скачках. Тем временем Горацио снова вступает в конфликт с русской мафией после нападения на одного из друзей Райана. |            |                                                                 |                     |                         |                  |                     |
| 156 | 14         | «Smoke Gets in Your CSI's» «Ваши криминалисты наглотались дыма» | Джо Чаппелль        | Кристал Хотон           | 2 февраля 2009   | 16.10               |
| Пока Келли и Райан исследуют тело на чердаке пустого дома, кто-то заманивает их там в ловушку и поджигает дом. Позже Келли страдает от проблем с дыханием. Алекс Вудс возвращается, чтобы спасти Келли от смерти. Тем временем остальная часть команды продолжает поиски убийцы человека, найденного в доме. Они обнаруживают черный рынок человеческих органов. |            |                                                                 |                     |                         |                  |                     |
| 157 | 15         | «Presumed Guilty» «Предположительно виновный»                   | Ларри Детуайлер     | Кори Миллер             | 9 февраля 2009   | 13.81               |
| Горацио и его команда сталкиваются лицом к лицу с адвокатом Дереком Пауэллом ( Шон «Дидди» Комбс ), который может быть замешан в сокрытии убийства. |            |                                                                 |                     |                         |                  |                     |
| 158 | 16         | «Sink or Swim» «Утопай или плыви»                               | Сэм Хилл            | Марк Дюбэ               | 2 марта 2009     | 13.42               |
| Во время расследования убийства невесты адвоката Дерека Пауэлла Эрика бросают в тюрьму из-за того, что он не смог смириться с поддельным свидетельством о рождении, и его отец ничем не может помочь. После этого отношения Келли и Эрика развиваются. |            |                                                                 |                     |                         |                  |                     |
| 159 | 17         | «Divorce Party» «Вечеринка в честь развода»                     | Карен Гавиола       | Кори Эветт, Мэтт Партни | 9 марта 2009     | 14.22               |
| CSI должны раскрыть странное дело, связанное с мертвецом, у которого было две разные жизни. Горацио пытается спасти Кайла от беспорядочного воспитания Джулии. |            |                                                                 |                     |                         |                  |                     |
| 160 | 18         | «Flight Risk» «Рискованный полёт»                               | Джо Чаппелль        | Сунил Наяр              | 16 марта 2009    | 13.61               |
| Когда в самолете находят стюардессу с ножевым ранением, криминалисты узнают все грязные тайны авиаперелётов. |            |                                                                 |                     |                         |                  |                     |
| 161 | 19         | «Target Specific (Part 1)» «Особая мишень»                      | Сэм Хилл            | Тамара Яронь            | 23 марта 2009    | 13.67               |
| Открытие команды о том, что они стали мишенью русской мафии, показывает простое вторжение в дом в новом свете. В конце выясняется, что мафия похитила Райана и держит его в заложниках, а также пытает. |            |                                                                 |                     |                         |                  |                     |
| 162 | 20         | «Wolfe In Sheep's Clothing (Part 2)» «Волк в овечьей шкуре»     | Кэри Мейер          | Кристал Хотон           | 30 марта 2009    | 13.46               |
| Когда Райана похищает и пытает русская мафия, он вынужден зачистить место преступления и обвинить человека в убийстве, чтобы спасти жизнь маленького мальчика, которого мафия взяла в плен. Горацио и его команда должны найти их местонахождение и спасти заложника, прежде чем истечет время. |            |                                                                 |                     |                         |                  |                     |
| 163 | 21         | «Chip/Tuck» «Ветки и пластика»                                  | Эллисон Лидди-Браун | Брайан Дэвидсон         | 13 апреля 2009   | 13.39               |
| Рон Сарис возвращается, чтобы отомстить Джулии, после того, как Горацио обнаруживает его в связи с убийством, связанным с чрезвычайной пластической хирургией. |            |                                                                 |                     |                         |                  |                     |
| 164 | 22         | «Dead on Arrival» «Мертва по прибытии»                          | Джина Ламар         | Кори Миллер             | 27 апреля 2009   | 12.12               |
| Во время реалити-шоу Marrying Kind женщина, которую Прекрасный Принц выбрал в жены, убивают. Главный подозреваемый — тот, кому отказали. Затем CSI погружаются в скандальный мир телешоу о знакомствах. Они обнаруживают, что некоторых участников не было в программе по поиску мужа. Также Горацио пытается защитить одну из женщин от мужчины, который шпионил за ними у окна. |            |                                                                 |                     |                         |                  |                     |
| 165 | 23         | «Collateral Damage» «Побочный ущерб»                            | Сэм Хилл            | Марк Дюбэ               | 4 мая 2009       | 13.72               |
| Горацио и его команда пытаются выяснить, почему, казалось бы, нормальная семья стала жертвой жестокого нападения с применением гранаты в ресторане. Изучая биографию членов семьи и сотрудников ресторана, они находят в этой истории больше, чем кажется на первый взгляд. Тем временем Райан ловит Тару за чем-то подозрительным. |            |                                                                 |                     |                         |                  |                     |
| 166 | 24         | «Dissolved» «Растворённый»                                      | Мэтт Эрл Бисли      | Кори Эветт, Мэтт Партни | 11 мая 2009      | 13.59               |
| CSI расследуют дело о человеке, сваренном заживо в бассейне Рона Сариса. Джулия выходит из-под контроля, и одна из самых мрачных тайн команды раскрывается. |            |                                                                 |                     |                         |                  |                     |
| 167 | 25         | «Seeing Red (Part 1)» «Видя красный»                            | Джо Чаппелль        | Барри О'Брайен          | 18 мая 2009      | 14.20               |
| Главарь русской мафии Иван Сарнов сбегает из тюрьмы после отравления. Тем временем тайная роль Элины раскрывается, и Горацио пытается ее спасти; Делко подумывает о том, чтобы помочь своему отцу-преступнику, который был причастен к побегу Ивана, хотя Келли умоляет его не делать этого. |            |                                                                 |                     |                         |                  |                     |

### Сезон 8: 2009—2010
| № общий | № в сезоне | Название                                             | Режиссёр            | Автор сценария                 | Дата премьеры    | Зрители в США (млн) |
| --- | ---------- | ---------------------------------------------------- | ------------------- | ------------------------------ | ---------------- | ------------------- |
| 168 | 1          | «Out of Time (Part 2)» «Вне времени»                 | Сэм Хилл            | Тамара Яронь                   | 21 сентября 2009 | 14.20               |
| Продолжение истории прошлого сезона; команда ищет Делко. Между тем, мы вспоминаем 1997 год, когда Горацио собрал команду. |            |                                                      |                     |                                |                  |                     |
| 169 | 2          | «Hostile Takeover» «Враждебное поглощение»           | Эллисон Лидди-Браун | Кори Эветт, Мэтт Партни        | 28 сентября 2009 | 13.96               |
| Вооруженный преступник нападает на лабораторию в Майами и держит в заложниках четырех человек, включая Кардосу. Горацио предстоит выступить в роли переговорщика, на котором у преступника есть довольно уникальная просьба в обмен на заложников. |            |                                                      |                     |                                |                  |                     |
| 170 | 3          | «Bolt Action» «Убойная акция»                        | Джина Ламар         | Мелисса Скривнер               | 5 октября 2009   | 13.43               |
| Показания Келли перед IA могут поставить под угрозу будущее Делко. Тем временем трое волейболистов загадочным образом умирают во время игры, а лаборант из Луизианы играет решающую роль в раскрытии этого дела. |            |                                                      |                     |                                |                  |                     |
| 171 | 4          | «In Plane Sight» «На виду»                           | Ларри Детуайлер     | Роберт Хорнак                  | 12 октября 2009  | 13.27               |
| Команда CSI расследует случай, когда бизнесмен, выманивший миллионы людей, был найден мертвым в своем частном самолете, когда его возвращали во владение. Однако ситуация усложняется, когда появляется второй репоман с той же документацией, что и первый. |            |                                                      |                     |                                |                  |                     |
| 172 | 5          | «Bad Seed» «Плохое семя»                             | Мэтт Эрл Бисли      | Брайан Дэвидсон                | 19 октября 2009  | 13.16               |
| Смертельная вспышка в Майами, связанная со смертоносными методами ведения сельского хозяйства, расследуется как убийство. Алекс возвращается, чтобы помочь команде с этим делом, и Делко задается вопросом, хочет ли он по-прежнему быть CSI. |            |                                                      |                     |                                |                  |                     |
| 173 | 6          | «Dude, Where's My Groom?» «Где мой жених, чувак?»    | Кэри Мейер          | Бретт Махони                   | 2 ноября 2009    | 12.52               |
| Жених пропадает, и криминалисты воссоздают его развратный мальчишник, чтобы раскрыть дело и убийство. Тем временем Симмонс официально присоединяется к группе в качестве нового CSI. |            |                                                      |                     |                                |                  |                     |
| 174 | 7          | «Bone Voyage» «Бон вояж»                             | Сэм Хилл            | Барри О'Брайен                 | 9 ноября 2009    | 14.38               |
| Рэймонд Лэнгстон ( Лоуренс Фишберн ) из Лас-Вегаса едет в Майами, чтобы помочь в убийстве, которое, возможно, связано с человеческой ногой, которое было обнаружено в Вегасе. Этот эпизод начинается с кроссовера с сериалами «CSI: Нью-Йорк» и «CSI: Место преступления » , который продолжается « Hammer Down » и заканчивается « The Lost Girls ». |            |                                                      |                     |                                |                  |                     |
| 175 | 8          | «Point of Impact» «Точка столкновения»               | Эрик Мирич          | Кристал Хотон                  | 16 ноября 2009   | 13.26               |
| CSI расследуют ужасную автокатастрофу, чтобы выяснить, кто или что ее вызвало. Расследование раскрывает самые мрачные тайны причастных к этому водителей. |            |                                                      |                     |                                |                  |                     |
| 176 | 9          | «Kill Clause» «Условие убийства»                     | Скотт Лаутанен      | Джереми Литтман                | 23 ноября 2009   | 13.22               |
| Горацио и его команда расследуют случай, когда мужчину толкнули и он упал в резервуар с кубомедузами . По мере продолжения расследования команда приходит к выводу, что компания убивает своих сотрудников ради полисов страхования жизни. Тем временем неожиданно появляется загадочная женщина из прошлого Джесси. |            |                                                      |                     |                                |                  |                     |
| 177 | 10         | «Count Me Out» «Не считая меня»                      | Марко Блэк          | Марк Дюбэ                      | 7 декабря 2009   | 12.72               |
| CSI расследуют случай, когда тело работника переписи было обнаружено в машине, участвовавшей в погоне на высокой скорости. Расследование приводит к обнаружению лаборатории по производству метамфетамина, взрыв которой подвергает опасности жизни Райана и Натальи. |            |                                                      |                     |                                |                  |                     |
| 178 | 11         | «Delko for the Defense» «Делко на защите»            | Джина Ламар         | Тамара Яронь                   | 14 декабря 2009  | 14.18               |
| Команда обнаруживает, что Делко работает на адвоката, защищающего бездомного, обвиняемого в изнасиловании и убийстве богатой женщины. |            |                                                      |                     |                                |                  |                     |
| 179 | 12         | «Show Stopper» «Прекративший шоу»                    | Сэм Хилл            | Кори Эветт, Мэтт Партни        | 11 января 2010   | 13.65               |
| Когда возлюбленная Америки Фиби Николс загорается во время концерта, CSI раскрывают темную сторону поп-звезды. Стетлер допрашивает Келли по поводу несоответствия в пробеге. |            |                                                      |                     |                                |                  |                     |
| 180 | 13         | «Die By the Sword» «Погибнуть от меча»               | Мэтт Эрл Бисли      | Мелисса Скривнер               | 18 января 2010   | 13.16               |
| Мужчину разрубают пополам, и лаборатория пытается связать дело с Секира (японская мафия), который добивается опеки над своим биологическим сыном, которого усыновила жертва. Между тем потеря слуха у Натальи едва не делает ее жертвой следствия. |            |                                                      |                     |                                |                  |                     |
| 181 | 14         | «In The Wind» «Ветер»                                | Эллисон Лидди-Браун | Бретт Махони                   | 1 февраля 2010   | 13.44               |
| У Горацио и CSI есть всего 24 часа, чтобы выяснить, действительно ли мужчина, приговоренный к смертной казни, виновен в убийстве своей жены и маленькой дочери. |            |                                                      |                     |                                |                  |                     |
| 182 | 15         | «Miami, We Have a Problem» «Майами, у нас проблема»  | Сэм Хилл            | Брайан Дэвидсон                | 8 февраля 2010   | 13.46               |
| С неба падает труп, и команда обнаруживает, что он был пассажиром частного коммерческого космического полета. |            |                                                      |                     |                                |                  |                     |
| 183 | 16         | «L.A.» «Лос-Анджелес»                                | Роб Зомби           | Барри О'Брайен                 | 1 марта 2010     | 12.07               |
| Горацио и Делко едут в Лос-Анджелес, чтобы очистить Кардосу от обвинения в фальсификации улик, которое угрожает судебному преследованию по текущему делу об убийстве в Майами. |            |                                                      |                     |                                |                  |                     |
| 184 | 17         | «Getting Axed» «Сокращение»                          | Кэри Мейер          | Кристал Хотон                  | 8 марта 2010     | 11.93               |
| Команда без труда находит подозреваемых, когда ненавистную секретаршу убивают топором, а ее тело сбрасывают в шахту лифта. Настоящая трудность состоит в том, чтобы выяснить, кто это сделал. |            |                                                      |                     |                                |                  |                     |
| 185 | 18         | «Dishonor» «Позор»                                   | Сэм Хилл            | Марк Дюбэ                      | 22 марта 2010    | 10.80               |
| Сын Горацио, Кайл, обращается за помощью к отцу в раскрытии убийства, когда обнаруживает горящее тело в гараже своего лучшего друга. Расследование раскрывает семью, замешанную в любовной связи. |            |                                                      |                     |                                |                  |                     |
| 186 | 19         | «Spring Breakdown» «Конец весенних каникул»          | Ларри Детуайлер     | Кори Эветт, Мэтт Партни        | 12 апреля 2010   | 10.78               |
| CSI работают над раскрытием трех отдельных убийств, произошедших во время весенних каникул: участника конкурса в мокрой футболке ( Алан Ритчсон ), который был найден похороненным в песке (расследование проводилось Райаном и Джесси), девушки, обнаруженной в промышленной стиральной машине (расследование проводилось Келли) и мужчина, которого нашли пронзенным в кабинке у бассейна (расследовали Горацио и Уолтер). Команда обнаруживает, что все три дела связаны между собой. |            |                                                      |                     |                                |                  |                     |
| 187 | 20         | «Backfire» «Обратная вспышка»                        | Дон Тардино         | Тамара Яронь, Мелисса Скривнер | 19 апреля 2010   | 11.66               |
| Дух жертвы преследует Келли, пока она не сможет раскрыть его убийство. |            |                                                      |                     |                                |                  |                     |
| 188 | 21         | «Meltdown» «Облом»                                   | Мэтт Эрл Бисли      | Дэвид Бена, Брайан Дэвидсон    | 3 мая 2010       | 9.62                |
| Команда расследует убийство, произошедшее во время ограбления алмазов. Однако все усложняется, когда из лаборатории украдены улики и возвращается Эрик Делко. |            |                                                      |                     |                                |                  |                     |
| 189 | 22         | «Mommie Deadest» «Хорошая мамочка — мёртвая мамочка» | Джина Ламар         | Кристал Хотон, Бретт Махони    | 10 мая 2010      | 11.10               |
| Когда убивают маму футболиста из пригорода, CSI раскрывают темное прошлое ее семьи, а Делко продолжает свою секретную миссию. В конце эпизода Делко собирается передать свои показания прокурору штата, когда взрыв ее машины убивает ее и сбивает Делко с ног. |            |                                                      |                     |                                |                  |                     |
| 190 | 23         | «Time Bomb» «Бомба замедленного действия»            | Сэм Хилл            | Кори Эветт, Мэтт Партни        | 17 мая 2010      | 10.52               |
| Когда бывшая девушка Горацио погибает в результате взрыва, команда ищет убийцу в своем отделе. Команда в тревоге, поскольку Эрик возвращается, чтобы провести тайное расследование, и улики приводят к обнаружению украденных бриллиантов в доме Райана. Они должны найти настоящего виновника и оправдать Райана, прежде чем ситуация выйдет из-под контроля. |            |                                                      |                     |                                |                  |                     |
| 191 | 24         | «All Fall Down (Part 1)» «Они все умрут»             | Джо Чаппелль        | Барри О'Брайен, Марк Дюбэ      | 24 мая 2010      | 12.39               |
| Делко возвращается в лабораторию вовремя, чтобы помочь поймать серийного убийцу, который насмехается над CSI, оставляя им загадочные подсказки, и чем больше времени им требуется, чтобы расшифровать эти загадки, тем выше возрастает число погибших. Во вступительной части можно услышать, как дочь первой жертвы поет детский стишок «Кольцо вокруг Рози». |            |                                                      |                     |                                |                  |                     |

### Сезон 9: 2010—2011
| № общий | № в сезоне | Название                                       | Режиссёр            | Автор сценария                  | Дата премьеры   | Зрители в США (млн) |
| --- | ---------- | ---------------------------------------------- | ------------------- | ------------------------------- | --------------- | ------------------- |
| 192 | 1          | «Fallen (Part 2)» «Падение»                    | Сэм Хилл            | Тамара Яронь                    | 3 октября 2010  | 11.75               |
| Команда CSI теряет Джесси Кардосу , когда в Майами сходит с ума гений-психопат. В захватывающем эпизоде прошлого сезона убийца выпустил газ в систему вентиляции лаборатории и вывел команду из строя. CSI должны выяснить, кто убийца, и опередить время, пока не стало слишком поздно.                                                                         |            |                                                |                     |                                 |                 |                     |
| 193 | 2          | «Sudden Death» «Внезапная смерть»              | Мэтт Эрл Бисли      | Кори Эветт, Мэтт Партни         | 10 октября 2010 | 9.48                |
| Когда в эксклюзивном клубе убивают девушку из бутылок, Горацио должен просмотреть список самых элитных гостей Майами, чтобы найти ее убийцу. |            |                                                |                     |                                 |                 |                     |
| 194 | 3          | «See No Evil» «Не увидь зла»                   | Джина Ламар         | Кристал Хотон                   | 17 октября 2010 | 10.89               |
| Слепой мужчина является единственным свидетелем похищения молодой девушки и приводит команду к знакомому врагу Джо ЛеБроку. Джо принял неправильное решение вернуться в тюрьму после похищения. Происходит побег из тюрьмы, и ЛеБрок сообщает, что они нацелены на Кейна.                                                                                        |            |                                                |                     |                                 |                 |                     |
| 195 | 4          | «Manhunt» «Розыск»                             | Дон Тардино         | Марк Дюбэ                       | 24 октября 2010 | 10.00               |
| Команда должна выяснить, почему убийца Меммо Фиерро, жены Горацио, Марисоль Делко-Кейн, вышел из тюрьмы, и остановить его, прежде чем следующей жертвой станет кто-то другой. В ситуации с заложниками Горацио и Эрик не убивают его, так как там находится его дочь. Меммо убегает, и к концу эпизода его не поймают.                                           |            |                                                |                     |                                 |                 |                     |
| 196 | 5          | «Sleepless in Miami» «Неспящие в Майми»        | Сэм Хилл            | Брайан Дэвидсон                 | 31 октября 2010 | 9.67                |
| Когда мужчина заявляет, что видел убийство до того, как оно произошло, Наталью отправляют под прикрытием, чтобы узнать правду. |            |                                                |                     |                                 |                 |                     |
| 197 | 6          | «Reality Kills» «Реальное убийство»            | Марко Блэк          | Мелисса Скривнер                | 14 ноября 2010  | 10.26               |
| Когда убивают звезду реалити-шоу, CSI исследуют актерский состав, одержимых фанатов и скрытое прошлое звезд, чтобы найти убийцу. В ходе расследования Горацио ищет лабораторию по производству наркотиков, когда узнает, что одна из звезд реалити-шоу дала мальчику опасные наркотики, которые невозможно идентифицировать обычным способом.                    |            |                                                |                     |                                 |                 |                     |
| 198 | 7          | «On the Hook» «На крючке»                      | Тим Стори           | Скотт Лэнди                     | 21 ноября 2010  | 10.57               |
| Когда рыбаку чудом удается избежать смерти, CSI приходится уклоняться от пуль, чтобы сохранить ему жизнь и выяснить, кто за ним охотится. |            |                                                |                     |                                 |                 |                     |
| 199 | 8          | «Happy Birthday» «С Днём рождения»             | Сэм Хилл            | Барри О'Брайен, Марк Дюбэ       | 5 декабря 2010  | 10.66               |
| Когда женщину на восьмом месяце беременности находят избитой, Горацио и его команда выслеживают нападавшего |            |                                                |                     |                                 |                 |                     |
| 200 | 9          | «Blood Sugar» «Кровавый сахар»                 | Род Холкомб         | Грег Бассениан                  | 12 декабря 2010 | 9.89                |
| Расследование взрыва на сахарном заводе раскрывает шокирующую тайну среди сотрудников завода. |            |                                                |                     |                                 |                 |                     |
| 201 | 10         | «Match Made in Hell» «Брак, заключённый в аду» | Эрик Мирич          | Бретт Махони                    | 2 января 2011   | 10.92               |
| Когда расследование дела о мертвом миллионере приводит CSI к элитной службе знакомств, Райан выдает себя за богатого бизнесмена, чтобы разоблачить ложь свахи. |            |                                                |                     |                                 |                 |                     |
| 202 | 11         | «F-T-F (Face-To-Face)» «Лицом-к-лицу»          | Дэвид Аркетт        | Дэвид Бена, Мелисса Скривнер    | 9 января 2011   | 11.99               |
| Когда пожарный гидрант смывает все улики с места преступления, CSI должны воссоздать очень странное двойное убийство. |            |                                                |                     |                                 |                 |                     |
| 203 | 12         | «Wheels Up» «Отрыв»                            | Сэм Хилл            | Кори Эветт, Мэтт Партни         | 16 января 2011  | 10.91               |
| Когда детективы расследуют убийство во время матча по роллер-дерби, единственное, что короче юбок девушек, — это их характер. |            |                                                |                     |                                 |                 |                     |
| 204 | 13         | «Last Stand» «Последняя битва»                 | Мэтт Эрл Бисли      | Брайан Дэвидсон                 | 20 февраля 2011 | 10.47               |
| Убийца жены Горацио возвращается и берет под свой контроль город, и Горацио должен остановить его, прежде чем произойдет еще больше преступлений и хаоса. |            |                                                |                     |                                 |                 |                     |
| 205 | 14         | «Stoned Cold» «Холодная, как камень»           | Эллисон Лидди-Браун | Тамара Яронь                    | 27 февраля 2011 | 8.24                |
| Когда популярную старшеклассницу забивают камнями до смерти, Горацио и его команда должны выяснить, кто ей отомстил. Расследование зашло в тупик, когда выяснилось, что девушка, возможно, всё-таки была не так уж популярна. |            |                                                |                     |                                 |                 |                     |
| 206 | 15         | «Blood Lust» «Жажда крови»                     | Джина Ламар         | Кристал Хотон                   | 6 марта 2011    | 10.65               |
| Горацио и его команда должны выследить серийного убийцу, который пытается убить женщину, едва избежавшую смерти. |            |                                                |                     |                                 |                 |                     |
| 207 | 16         | «Hunting Ground» «Место охоты»                 | Адам Родригес       | Адам Родригес                   | 13 марта 2011   | 11.85               |
| Когда человек застрелен из лука и стрел, Горацио идет наперекор времени, чтобы раскрыть дело, связанное с эксклюзивным охотничьим клубом, который охотится на людей ради спорта. Тем временем Горацио помогает жертве спорта найти пропавшего брата. |            |                                                |                     |                                 |                 |                     |
| 208 | 17         | «Special Delivery» «Срочная доставка»          | Эллисон Лидди-Браун | Майкл Макгрейл                  | 20 марта 2011   | 10.93               |
| Когда в один день убивают курьера и домохозяйку, следовавшую по пути доставки, команда обнаруживает, что между ними существует связь, когда подозреваемый страдает передозировкой наркотиков. |            |                                                |                     |                                 |                 |                     |
| 209 | 18         | «About Face» «Работа над ошибками»             | Сэм Хилл            | Кори Эветт, Мэтт Партни         | 27 марта 2011   | 11.19               |
| После того, как Наталью похищает и держит в плену сбежавший заключенный, она узнает шокирующую тайну. |            |                                                |                     |                                 |                 |                     |
| 210 | 19         | «Caged» «На арене»                             | Ларри Детуайлер     | Тамара Яронь, Дэвид Бена        | 10 апреля 2011  | 9.98                |
| Горацио и его команда пытаются защитить - но должны раскрыть секреты - бойца смешанных единоборств, чей бывший друг (против которого он дал показания) сбежал из тюрьмы. |            |                                                |                     |                                 |                 |                     |
| 211 | 20         | «Paint It Black» «Сделай это чёрным»           | Джина Ламар         | Кристал Хотон, Мелисса Скривнер | 17 апреля 2011  | 9.97                |
| Студентку колледжа находят мертвой в бассейне кампуса, и CSI вынуждены действовать новаторски, поскольку их единственный свидетель - студентка-художница с проблемами когнитивной памяти. |            |                                                |                     |                                 |                 |                     |
| 212 | 21         | «G.O.» «Игра окончена»                         | Мэтт Эрл Бисли      | Бретт Махони                    | 1 мая 2011      | 7.65                |
| Кроткий бухгалтер утверждает, что его обвиняют в убийстве, а Горацио преследует подозреваемого, вся жизнь которого представляет собой тщательно продуманный фарс. |            |                                                |                     |                                 |                 |                     |
| 213 | 22         | «Mayday (Part 1)» «Сигнал бедствия»            | Сэм Хилл            | Барри О'Брайен, Марк Дюбэ       | 8 мая 2011      | 9.85                |
| Горацио должен снова поймать беглеца, когда их транспортный самолет терпит крушение, и команда потрясена, обнаружив, что беглец задумал нечто большее. Эпизод заканчивается тем, что Рэнди Норт стреляет в Горацио, в результате чего лейтенант ранен, а Наталью помещают в багажник автомобиля, который затем бросают в океан, оставляя их судьбы неизвестными. |            |                                                |                     |                                 |                 |                     |

### Сезон 10: 2011—2012
| № общий | № в сезоне | Название                                           | Режиссёр            | Автор сценария                   | Дата премьеры    | Зрители в США (млн) |
| --- | ---------- | -------------------------------------------------- | ------------------- | -------------------------------- | ---------------- | ------------------- |
| 214 | 1          | «Countermeasures (Part 2)» «Контрмеры»             | Сэм Хилл            | Барри О'Брайен, Марк Дюбэ        | 25 сентября 2011 | 9.89                |
| После того, как Горацио героически спасает Наталью, CSI должны бороться со временем, чтобы найти разыскиваемых беглецов Джека Толлера и Рэнди Норта. Пока команда устраивает тщательно продуманную ловушку, чтобы выманить Норта из укрытия, Толлер продает две оставшиеся гравюры в обмен на немного денег и молодую женщину, которую он планирует сделать своей следующей жертвой. Затем CSI захватывают Норта и используют его, чтобы выманить Толлера, чтобы спасти девушку, которую он планирует убить. Но когда все идет не так, и Толлер исчезает, команда вынуждена перепроверить исходные материалы дела Толлера на предмет каких-либо ключей к разгадке его местонахождения в последнюю минуту. |            |                                                    |                     |                                  |                  |                     |
| 215 | 2          | «Stiff» «Тайное послание»                          | Джина Ламар         | Дорин Блосчайлд                  | 2 октября 2011   | 10.34               |
| CSI расследует убийство, которое приведет команду в мир жиголо. |            |                                                    |                     |                                  |                  |                     |
| 216 | 3          | «Blown Away» «Унесённые ветром»                    | Дон Тардино         | Брайан Дэвидсон                  | 9 октября 2011   | 10.23               |
| Торнадо обрушивается на место убийства, повреждая улики и подвергая Райана и Уолтера серьезной опасности |            |                                                    |                     |                                  |                  |                     |
| 217 | 4          | «Look Who’s Taunting» «Посмотрите кто насмехается» | Марко Блэк          | Кристал Хотон                    | 16 октября 2011  | 10.64               |
| Команда преследует убийцу-садиста, отбирающего глаза женщин, а новый враг бросает вызов Горацио. |            |                                                    |                     |                                  |                  |                     |
| 218 | 5          | «Killer Regrets» «Сочувствие убийцы»               | Сэм Хилл            | Бретт Махони                     | 23 октября 2011  | 9.77                |
| Мексиканский шериф , жизни которого угрожают наркокартели, обращается за помощью к Горацио. К этому делу причастны некоторые Мала Ноче, и Горацио вынужден искать старого заклятого врага для получения инсайдерской информации. |            |                                                    |                     |                                  |                  |                     |
| 219 | 6          | «By the Book» «По книге»                           | Джина Ламар         | Мелисса Скривнер                 | 30 октября 2011  | 9.97                |
| В заброшенном особняке криминалисты находят висящим тело, которое, по-видимому, было убито вампиром. |            |                                                    |                     |                                  |                  |                     |
| 220 | 7          | «Sinner Takes All» «Грешник получит своё»          | Ларри Детуайлер     | Майкл Макгрейл, Грег Бассениан   | 6 ноября 2011    | 8.67                |
| Игра в покер с высокими ставками быстро заканчивается, когда убийца в маске убивает одного из игроков. |            |                                                    |                     |                                  |                  |                     |
| 221 | 8          | «Dead Ringer» «Мёртвый двойник»                    | Сэм Хилл            | Тамара Яронь                     | 13 ноября 2011   | 9.77                |
| Когда находят еще один труп без глаз, Горацио подозревает, что «Насмешник» вернулся. |            |                                                    |                     |                                  |                  |                     |
| 222 | 9          | «A Few Dead Men» «Несколько покойников»            | Дон Тардино         | Дэвид Бена                       | 20 ноября 2011   | 9.55                |
| CSI расследуют случай, когда трое осужденных убийц выходят из тюрьмы и кто-то начинает убивать их одного за другим. |            |                                                    |                     |                                  |                  |                     |
| 223 | 10         | «Long Gone» «Давно ушедший»                        | Джеймс Уилкокс      | Барри О'Брайен, Марк Дюбэ        | 4 декабря 2011   | 10.43               |
| Горацио полон решимости найти семью, которая полностью исчезла. |            |                                                    |                     |                                  |                  |                     |
| 224 | 11         | «Crowned» «Коронованные»                           | Джина Ламар         | Кристал Хотон, Бретт Махони      | 11 декабря 2011  | 10.16               |
| CSI раскрывают изнанку детских конкурсов красоты, когда убивают мать участницы. Но когда одна из девочек пропадает, команда делает шокирующее открытие. |            |                                                    |                     |                                  |                  |                     |
| 225 | 12         | «Friendly Fire» «Огонь по своим»                   | Сэм Хилл            | Тамара Яронь, Грег Бассениан     | 8 января 2012    | 10.46               |
| Эксцентричный гений убит с помощью самого уникального оружия, которое когда-либо видели CSI, - умной винтовки. Команда решает, что это, должно быть, работа какого-то гения, но должна определить, кто больше всего выиграет от смерти Стоуна. |            |                                                    |                     |                                  |                  |                     |
| 226 | 13         | «Terminal Velocity» «Предельная скорость»          | Сильвен Уайт        | Роберт Хорнак, Брайан Дэвидсон   | 29 января 2012   | 10.57               |
| Когда парашютиста убивают после того, как его парашют обожжен кислотой, криминалисты обнаруживают, что у него 103 ребенка, и все они являются подозреваемыми вместе со своими семьями. |            |                                                    |                     |                                  |                  |                     |
| 227 | 14         | «Last Straw» «Последняя капля»                     | Билл Джирхарт       | Майкл Макгрейл, Мелисса Скривнер | 19 февраля 2012  | 10.03               |
| CSI расследуют убийство женщины, которая ездила на лошади в местной конюшне и была бывшей королевой женского общества в колледже. Сначала они подозревают сестру из женского общества, но когда ее тоже убивают, команда понимает, что убийца посылает сообщение. После того, как CSI обнаруживают, что две убитые женщины много лет назад выгнали дочь владельца конюшни из того же женского общества, они подозревают, что женщина наконец отомстила своим преследователям. |            |                                                    |                     |                                  |                  |                     |
| 228 | 15         | «No Good Deed» «Ни одно доброе дело…»              | Мэтт Эрл Бисли      | Грейс ДеВуоно                    | 4 марта 2012     | 10.14               |
| CSI расследуют смерть Генри Дункана, когда его тело вынесло на берег после того, как его забодала мчащаяся лодка. Лодка, украденная у ее владельца, обнаружена со следами автомобильного масла. Дункан, бухгалтер, был благодетелем и собирался разоблачить ненадлежащую деловую практику, применяемую в его компании и строительной компании. |            |                                                    |                     |                                  |                  |                     |
| 229 | 16         | «Rest in Pieces» «Покойся по кусочкам»             | Сэм Хилл            | Барри О'Брайен, Марк Дюбэ        | 11 марта 2012    | 10.72               |
| CSI обнаруживают жертву-женщину в поместье Наварро, которая соответствует МО Эстебана. Вина Наварро, бабушка Эстебана, выходит вперед, чтобы помочь раскрыть дело. Однако ситуация меняется, когда команда также обнаруживает останки мужчины-жертвы трехдесятилетней давности, у которых есть доказательства, связывающие Диего с убийством. |            |                                                    |                     |                                  |                  |                     |
| 230 | 17         | «At Risk» «Под угрозой»                            | Адам Родригес       | Адам Родригес                    | 18 марта 2012    | 8.54                |
| Когда бешеная собака убивает уборщика в известной теннисной академии, становится ясно, что кто-то организовал нападение, чтобы нацелиться на тренера Ларри Хоппера, самого популярного тренера по теннису в Майами. Команда обнаруживает, что десять лет назад Хоппер был замешан в деле о сексуальном насилии над детьми, но дело было урегулировано во внесудебном порядке. Может ли жертва теперь вернуться, чтобы отомстить? Келли узнает, что Остин Норт учится в академии, и начинает подозревать его, когда профессиональный игрок и выпускник академии Джек Броуди проявляет к нему особый интерес.                                                                                               |            |                                                    |                     |                                  |                  |                     |
| 231 | 18         | «Law and Disorder (Part 1)» «Закон и беспорядок»   | Эллисон Лидди-Браун | Майкл Макгрейл, Грег Бассениан   | 25 марта 2012    | 9.29                |
| Когда журналиста-фрилансера отравляют, CSI должны выяснить, было ли ее убийство спровоцировано репортажем, который она писала о члене совета Майами Рэндалле Стаффорде. После того, как ДНК Стаффорда обнаружена в ее квартире, его адвокаты Даррен Фогель и Габриэль Уэйд могут опровергнуть доказательства на основании фальсификации. Команда начинает подозревать, что журналист на самом деле писал репортаж о Фогеле, а не о Стаффорде, после того, как обнаруживает, что Стаффорд помог скрыть убийство, совершенное другим клиентом Фогеля. |            |                                                    |                     |                                  |                  |                     |
| 232 | 19         | «Habeas Corpse (Part 2)» «Законодательный труп»    | Сэм Хилл            | Барри О'Брайен, Марк Дюбэ        | 8 апреля 2012    | 7.94                |
| CSI Вульф является подозреваемым в убийстве одного из врагов команды, ASA Джоша Эйвери. Когда расследование становится смертельным, Саманту Оуэнс приходится спасать. |            |                                                    |                     |                                  |                  |                     |